# Arbeitslosengeld II
Arbeitslosengeld II war in Deutschland von 1. Januar 2005 bis 31. Dezember 2022 die Bezeichnung für die Grundsicherung für Arbeitssuchende nach dem Zweiten Buch Sozialgesetzbuch (SGB II). Nichterwerbsfähige Leistungsberechtigte, die mit erwerbsfähigen Leistungsberechtigten in einer Bedarfsgemeinschaft lebten, erhielten Sozialgeld.
Mit dem Bürgergeld-Gesetz wurde das Arbeitslosengeld II in Bürgergeld umbenannt. Seitdem erhalten es auch nichterwerbsfähige Leistungsberechtigte anstelle von Sozialgeld, wenn sie mit erwerbsfähigen Leistungsberechtigten in einer Bedarfsgemeinschaft leben. Die Leistungen umfassen den Regelbedarf, Mehrbedarfe und den Bedarf für Unterkunft und Heizung (§ 19 Abs. 1 SGB II) und „sollen Leistungsberechtigten ermöglichen, ein Leben zu führen, das der Würde des Menschen entspricht“ (§ 1 Abs. 1 SGB II).
Bis 30. Juni 2023 konnten von den zuständigen Behörden für den Begriff Bürgergeld auch die Begriffe „Arbeitslosengeld II“ bzw. „Sozialgeld“ verwendet werden (§ 65 Abs. 9 SGB II).

## Historische Entwicklung

### SGB II – Einführung der Grundsicherung für Arbeitssuchende
Das ALG II wurde zum 1. Januar 2005 durch Art. 1 des Vierten Gesetzes für moderne Dienstleistungen am Arbeitsmarkt („Hartz IV“) eingeführt und führte – wie im zugrunde liegenden Hartz-Konzept (2002) vorgesehen – die frühere Arbeitslosenhilfe und die Sozialhilfe für erwerbsfähige Hilfebedürftige im Zweiten Buch Sozialgesetzbuch (SGB II) auf dem Leistungsniveau des soziokulturellen Existenzminimums zusammen. Nichterwerbsfähige Leistungsberechtigte, die mit erwerbsfähigen Leistungsberechtigten in einer Bedarfsgemeinschaft leben, erhielten Sozialgeld, das in vielerlei Hinsicht nach denselben Regeln berechnet und gewährt wird wie ALG II.

### Erstes Gesetz zur Änderung des SGBII (2005)
Die ersten Nachbesserungen zum SGB II traten mit dem Ersten Gesetz zur Änderung des SGB II am 31. Dezember 2005 in Kraft. In dem sehr kurzen Änderungsgesetz ging es unter anderem um den Anteil des Bundes an den Leistungen für Unterkunft und Heizung (§ 46 SGB II Finanzierung aus Bundesmitteln).

### Gesetz zur Fortentwicklung der Grundsicherung für Arbeitsuchende (August 2006)
Am 1. August 2006 trat der erste Teil des „Gesetzes zur Fortentwicklung der Grundsicherung für Arbeitsuchende“ (kurz: Fortentwicklungsgesetz; zuvor: SGB II-Optimierungsgesetz) in Kraft.
Das Fortentwicklungsgesetz sieht rund 50 Änderungen, darunter auch Leistungskürzungen und Zugangsverschärfungen für Arbeitslosengeld II vor. Grundsätzliche Gesetzesmängel wie die ungeklärte Zuständigkeit zwischen der Bundesagentur für Arbeit und den Kommunen wurden jedoch nicht geklärt.
Änderungen zum 1. August 2006

Einige Beispiele für Änderungen, die zum 1. August 2006 in Kraft traten, sind:
- Sanktionen können auch Unterkunftskosten betreffen (Ziff. B.4 Änderung 2)
- Die Beweislast wird bei einer eheähnlichen Gemeinschaft (Bedarfsgemeinschaft) und gleichgeschlechtlichen lebenspartnerschaftsähnlichen Gemeinschaften umgekehrt (Ziff. A.5), das heißt gemeinsam in einer Wohnung lebende Bedürftige müssen nachweisen, dass sie keine Bedarfsgemeinschaft bilden (der Begriff eheähnliche Gemeinschaften wurde seit 1. August 2006 durch die Bezeichnung „Verantwortungs- und Einstehensgemeinschaft“ ersetzt)
- Verschärfung der gesetzlichen Grundlagen zur weiteren Kontrollmöglichkeiten und Datenabgleich (Ziff. A.3, A 27, B.1, B.3, B.5, E.2)
- Schaffung oder Ausweitung von Außendiensten zur umfangreichen Durchführung von Hausbesuchen (B.3)
- Leistungsausschluss bei Verstoß gegen die Erreichbarkeitsanordnung
- Verringerung oder Streichung der Unterkunftskosten, wenn ohne Genehmigung umgezogen wurde (A.23)
- Gründungszuschuss für Bezieher von Arbeitslosengeld I, statt der bisherigen Förderungen mit Überbrückungsgeld oder Existenzgründungszuschuss („Ich-AG“)

Änderungen zum 1. Januar 2007

Am 1. Januar 2007 traten die letzten Sanktionsverschärfungen des „Gesetzes zur Fortentwicklung der Grundsicherung für Arbeitsuchende“ in Kraft. Die Kernpunkte waren hierbei:
- Drei Sanktionsstufen: Erste Pflichtverletzung, Leistungskürzung um 30 % für drei Monate; zweite Pflichtverletzung, Leistungskürzung um 60 %; dritte Pflichtverletzung innerhalb eines Jahres, vollständige Streichung der Leistung einschließlich Kosten der Unterkunft und Abmeldung von der Krankenversicherung.[5]
- Auch bei Jugendlichen sind die Kosten der Unterkunft von Sanktionen betroffen.

### Regelbedarfs-Ermittlungsgesetz (2010)
Nach einem Urteil des Bundesverfassungsgerichts, wonach die Kosten für Bildung und Teilhabe von Kindern aus Familien von ALG-II-Empfängern nicht angemessen berücksichtigt werden und die Berechnung aller Leistungen generell nachvollziehbar erfolgen müsse, wurde das Regelbedarfs-Ermittlungsgesetz (RBEG) verabschiedet, das zum 1. Januar 2011 in Kraft trat. Dabei wurden u. a. Leistungen für Bildung und Teilhabe für Kinder und Jugendliche (das „Bildungspaket“) neu eingeführt.
Am 1. Januar 2017 trat eine neue Fassung des RBEG in Kraft.

### Neuntes Gesetz zur Änderung des Zweiten Buches Sozialgesetzbuch (2016)
Ziel dieses Änderungsgesetzes 26. Juli 2016 war laut Referentenentwurf der Bundesregierung, „dass leistungsberechtigte Personen künftig schneller und einfacher Klarheit über das Bestehen und den Umfang von Rechtsansprüchen erhalten und die von den Mitarbeiterinnen und Mitarbeitern in den Jobcentern anzuwendenden Verfahrensvorschriften vereinfacht werden“.

### Zehntes Gesetz zur Änderung des Zweiten Buches Sozialgesetzbuch (2019)
Mit dem Zehnten Gesetz zur Änderung des Zweiten Buches Sozialgesetzbuch (Teilhabechancengesetz) wurden die Instrumente zur Förderung von Langzeitarbeitslosen durch Lohnkostenzuschüsse erweitert (§ 16e SGB II n.F.) und § 16i SGB II (Teilhabe am Arbeitsmarkt) neu in das Gesetz eingefügt.

### Einführung eines Bürgergeldes (2023)

#### Zwölftes Gesetz zur Änderung des Zweiten Buches Sozialgesetzbuch und anderer Gesetze
Der Koalitionsvertrag für die 20. Legislaturperiode „Mehr Fortschritt wagen. Bündnis für Freiheit, Gerechtigkeit und Nachhaltigkeit“ sah vor, anstelle der bisherigen Grundsicherung (Hartz IV) ein „Bürgergeld“ einzuführen. Am 9. August 2022 wurde dazu ein Referentenentwurf des Bundesministeriums für Arbeit und Soziales (BMAS) veröffentlicht. Am 1. Januar 2023 trat das Zwölfte Gesetz zur Änderung des Zweiten Buches Sozialgesetzbuch und anderer Gesetze – Einführung eines Bürgergeldes (Bürgergeld-Gesetz) in Kraft.

#### Änderungen im SGB II
Eine wesentliche Änderung ist weniger im SGB II selbst geregelt als vielmehr in anderen ebenfalls mit dem Bürgergeld-Gesetz geänderten Gesetzen, insbesondere die Erhöhung der Regelbedarfe durch Änderungen des SGB XII (§ 28, § 28a SGB XII, § 20 SGB II). Der Regelbedarf für einen alleinstehenden Erwachsenen wurde mit Wirkung zum 1. Januar 2023 von 449 Euro auf 502 Euro mtl. erhöht. Gleichzeitig erhöht wurde die Pauschale für den persönlichen Schulbedarf nach § 28 Abs. 3 SGB II, der ebenfalls auf das SGB XII verweist. Die Pflicht zur vorzeitigen Inanspruchnahme einer Altersrente, was zu Abschlägen führt, wurde bis zum Ablauf des 31. Dezember 2026 ausgesetzt (§ 12a SGB II). Es bleibt ein höheres Schonvermögen anrechnungsfrei (§ 12 SGB II). Für die Anerkennung der Bedarfe für Unterkunft gilt eine Karenzzeit von einem Jahr ab Beginn des Monats, für den erstmals Leistungen nach diesem Buch bezogen werden. Innerhalb dieser Karenzzeit werden die Bedarfe für Unterkunft (Kaltmiete) in Höhe der tatsächlichen Aufwendungen anerkannt, nicht nur in „angemessener Höhe“. Das gilt jedoch nicht für Heizkosten.

## Arbeitslosengeld II
Vor der Einführung des ALG II gab es zwei parallel existierende Leistungen zur Sicherung des Lebensunterhalts: die vom Bund finanzierte Arbeitslosenhilfe für Menschen, die nach einem vorherigen Bezug von Arbeitslosengeld weiterhin arbeitslos waren, und die von den Kommunen finanzierte Sozialhilfe für alle sonstigen Personen, insbesondere solche, die noch nie erwerbstätig waren. Dieses Nebeneinander zweier Sozialleistungen verursachte in der Praxis zahlreiche Probleme:
- Die Integrationsleistungen für Arbeitslose waren häufig unzureichend und es gab keinerlei Abstimmung zwischen den verschiedenen Trägern, insbesondere weil ein Datenaustausch aus datenschutzrechtlichen Gründen nicht möglich war.
- Da die Arbeitslosenhilfe vom vorher erzielten Einkommen abhängig war, konnte die Höhe stark unterschiedlich sein; teilweise auch so niedrig, dass ergänzende Sozialhilfe notwendig wurde. Insgesamt unterschieden sich die Kriterien hinsichtlich Einkommens- und Vermögensanrechnung sowie der Zumutbarkeit von Arbeit erheblich zwischen den beiden Sozialleistungen.
- Während Bezieher von Arbeitslosenhilfe in der Kranken-, Pflege- und Rentenversicherung pflichtversichert waren, waren Bezieher von Sozialhilfe grundsätzlich nicht rentenversichert und nur dann kranken- und pflegeversichert, wenn sie bereits durch eine vorherige Erwerbstätigkeit pflichtversichert waren. Ansonsten waren Bezieher von Sozialhilfe nicht krankenversichert und konnten lediglich über die Hilfen zur Gesundheit Leistungen zur Gesundheitsfürsorge erhalten.
- Ein großes Problem war auch der „Verschiebebahnhof“ zwischen Arbeitslosenhilfe und Sozialhilfe, weil ein Träger jeweils den anderen für zuständig hielt.
- Beide Leistungen verursachten hohe Kosten, die nicht durch die Beiträge zur Arbeitslosenversicherung abgedeckt waren und aus Steuergeldern finanziert werden mussten. Die Sozialhilfe belastete dabei vor allem Kommunen in strukturschwachen Regionen mit vielen Arbeitslosen.
- Für beide Sozialleistungen waren unterschiedliche Gerichtsbarkeiten zuständig: die Arbeitslosenhilfe fiel unter die Sozialgerichtsbarkeit, für die Sozialhilfe hingegen war die Verwaltungsgerichtsbarkeit zuständig.[11]

Mit dem ALG II sollte eine Sozialleistung für alle erwerbsfähigen Arbeitslosen geschaffen werden, die alleine vom Bund über die Bundesagentur für Arbeit getragen wird. Die Sozialhilfe verblieb für solche Personen, die keinen Anspruch auf Arbeitslosen geld II haben, insbesondere weil sie nicht erwerbsfähig sind. Doch werden heute (2018) die Unterkunftskosten von den Kommunen getragen, und anzurechnende Einnahmen verringern vorrangig die Zahlungen des Bundes.

### Grundsätze
Das ALG II soll erwerbsfähige Menschen in die Lage versetzen, ihre materiellen Grundbedürfnisse zu befriedigen, soweit sie diese nicht aus eigenen Mitteln oder durch die Hilfe anderer decken können. Damit soll den Leistungsberechtigten ein menschenwürdiges Leben ermöglicht und somit dem Sozialstaatsgebot des Grundgesetzes Rechnung getragen werden (§ 1 SGB II).
Grundsatz ist das Prinzip „Fördern und Fordern“: Die Sicherung der Existenz wird nicht bedingungslos erbracht, sondern die Leistungsbezieher sind verpflichtet, alles zu tun, um ihre Hilfsbedürftigkeit zu beenden und an der Eingliederung in den Arbeitsmarkt mitzuwirken. Im Gesetz findet sich noch die Pflicht, eine Eingliederungsvereinbarung abzuschließen, ein Verstoß gegen diese Pflicht kann jedoch seit 2011 nicht mehr sanktioniert werden (§ 2 SGB II). Im Gegenzug kann der Grundsicherungsträger Leistungen erbringen, um Leistungsbezieher in Arbeit zu vermitteln. Er muss diese Leistungen erbringen, sofern Leistungsbezieher entweder jünger als 25 Jahre oder älter als 58 Jahre sind. Leistungsbezieher, die keine ausreichenden Kenntnisse der deutschen Sprache haben, sind in einen Integrationskurs zu vermitteln (§ 3 SGB II).

#### Rechtsgrundlagen
Die gesetzliche Grundlage für das ALG II bildet das Zweite Buch Sozialgesetzbuch (SGB II). Es ist seitdem eines der am häufigsten geänderten Gesetze.
Daneben gibt es verschiedene Verordnungen wie u. a. die Arbeitslosengeld II/Sozialgeld-Verordnung (Alg II-V) und die Unbilligkeitsverordnung (UnbilligkeitsV).

#### Kostenträger
Träger des ALG II sind im Regelfall die Agenturen für Arbeit und die kreisfreien Städte oder die Kreise (Kommunen). Hierbei trägt die Agentur für Arbeit den Regelbedarf, einschließlich Mehrbedarfe und die Eingliederungsleistungen, die Kommune hingegen die Kosten der Unterkunft, die Leistungen für Bildung und Teilhabe, die einmaligen Leistungen und die flankierenden Dienstleistungen (§ 6 SGB II). Die Träger bilden nach § 44b SGB II eine gemeinsame Einrichtung, die nach § 6d SGB II den Namen Jobcenter trägt.
Daneben können einzelne Kommunen nach § 6a SGB II die Trägerschaft auch komplett alleine übernehmen. Sie werden landläufig Optionskommune genannt. Die Kosten, die ihnen durch die Übernahme der Aufgaben entstehen, einschließlich der Verwaltungskosten, werden vom Bund erstattet (§ 6b Abs. 2 SGB II). Die Liste aller zugelassenen Optionskommunen findet sich in der Kommunalträger-Zulassungsverordnung.
Die bisherige ARGE wurde mit dem 1. Januar 2011 abgeschafft, nachdem ein Urteil des Bundesverfassungsgerichts diese für unvereinbar mit dem Grundgesetz erklärte. Mit der Einführung des Art. 91e GG legitimierte der Gesetzgeber diese Form der Zusammenarbeit im Falle des Jobcenters. Damit entfiel auch der seltene Fall der getrennten Trägerschaft.

### Leistungsvoraussetzungen

#### Leistungsberechtigte Personen
Leistungen nach dem SGB II erhalten erwerbsfähige Leistungsberechtigte (§ 7 SGB II). Dies sind Personen, die
- mindestens 15 Jahre alt sind und die Regelaltersgrenze noch nicht erreicht haben,
- erwerbsfähig sind,
- hilfebedürftig sind und
- ihren gewöhnlichen Aufenthalt in der Bundesrepublik Deutschland haben.

Leistungen erhalten auch Personen, die mit erwerbsfähigen Leistungsberechtigten in einer Bedarfsgemeinschaft leben, etwa deren Kinder.
Erwerbsfähig ist, wer nicht wegen Krankheit oder Behinderung auf absehbare Zeit außerstande ist, unter den üblichen Bedingungen des allgemeinen Arbeitsmarktes mindestens drei Stunden täglich erwerbstätig zu sein (§ 8 Abs. 1 SGB II).
Hilfebedürftig ist, wer seinen Lebensunterhalt nicht oder nicht ausreichend aus dem zu berücksichtigenden Einkommen oder Vermögen sichern kann und die erforderliche Hilfe nicht von anderen, insbesondere von Angehörigen oder von Trägern anderer Sozialleistungen (zum Beispiel Wohngeld oder Kinderzuschlag), erhält (§ 9 SGB II). Hilfebedürftig können somit auch Erwerbstätige sein, die aufgrund ihres geringen Erwerbseinkommens ohne ALG II als zusätzliche Sozialleistung nicht existieren können (Working Poor), oder Arbeitslosengeldempfänger mit geringem Arbeitslosengeld, sogenannte „Aufstocker“. Nicht hilfebedürftig ist, wer lediglich Zuschüsse zu den Krankenversicherungsbeiträgen nach § 26 SGB II bezieht.
Dem erwerbsfähigen Leistungsberechtigten ist jede Arbeit zumutbar, es sei denn, dass dieser dazu körperlich, geistig oder seelisch nicht in der Lage ist, die Ausübung der Arbeit, die Erziehung seines Kindes oder des Kindes seines Partners gefährden würde oder mit der Pflege eines Angehörigen nicht vereinbar wäre, oder wenn der Ausübung der Arbeit ein sonstiger wichtiger Grund entgegensteht (§ 10 SGB II). Ein solcher Grund muss von der Bedeutung den vorgenannten konkreten Gründen für eine Unzumutbarkeit gleichkommen. Ob der Inhalt einer Tätigkeit den Vorstellungen und Ansprüchen des zu Vermittelnden entspricht, ist an sich unerheblich.
Die Gründe für eine geltend gemachte Unzumutbarkeit sind der Behörde stets nachzuweisen.
Keine Leistungen nach dem SGB II erhalten:
- erwerbsfähige Leistungsberechtigte, die sich ohne vorherige Zustimmung des persönlichen Ansprechpartners außerhalb des zeit- und ortsnahen Bereichs aufhalten und deshalb nicht für die Eingliederung in Arbeit zur Verfügung stehen, (§ 7 Abs. 4a SGB II)
- Personen, die in einer (voll-)stationären Einrichtung untergebracht sind (Ausnahmen: Krankenhaus-/Rehaaufenthalt von voraussichtlich weniger als 6 Monaten oder Freigänger) (§ 7 Abs. 4 SGB II)
- Menschen im gesetzlichen Rentenalter sowie absehbar für mehr als 6 Monate Erwerbsunfähige (§ 7a, § 8 Abs. 1 SGB II)
- Personen, die eine Altersrente, Knappschaftsausgleichsleistung oder eine ähnliche öffentlich-rechtliche Leistung beziehen (§ 7 Abs. 4 SGB II)

Ausländer haben grundsätzlich den gleichen Anspruch auf ALG II wie Deutsche. Keine Leistungen nach dem SGB II erhalten jedoch Ausländer,
- die keinen Wohnsitz und gewöhnlichen Aufenthalt in Deutschland haben, z. B. Touristen oder Saisonarbeiter (§ 7 Abs. 1 Satz 1 SGB II),
- die eine Arbeitserlaubnis weder besitzen noch rechtlich erhalten könnten. Die vorhandene rechtliche Möglichkeit, eine Beschäftigung vorbehaltlich einer Zustimmung der Agentur für Arbeit nach § 39 des Aufenthaltsgesetzes (Arbeitsmarkt- bzw. Vorrangprüfung) aufzunehmen, ist dabei für den Anspruch auf ALG II ausreichend (§ 8 Abs. 2 SGB II),
- die nicht erwerbstätig sind, und ihre (ausländischen) Familienangehörigen für die ersten drei Monate ihres Aufenthalts (§ 7 Abs. 1 Satz 2 Nr. 1 SGB II), außer sie haben einen Aufenthaltstitel aus völkerrechtlichen, humanitären oder politischen Gründen (§ 7 Abs. 1 Satz 3 SGB II); nicht hierunter fallen ausländische Familienangehörige deutscher Staatsbürger[23],
- die Leistungsberechtigte nach § 1 des Asylbewerberleistungsgesetzes sind, insbesondere Asylbewerber, aber auch Ausländer, denen aus humanitären Gründen Aufenthalt in Deutschland gewährt wird (§ 1 Abs. 1 Nr. 3 AsylbLG), etwa nach der Massenzustrom-Richtlinie in Verbindung mit § 24 AufenthG. Ukrainischen Kriegsflüchtlingen soll dagegen ab dem 1. Juni 2022 Arbeitslosengeld II gewährt werden.[24][25]
- deren Aufenthaltsrecht sich allein aus dem Zweck der Arbeitsuche ergibt, und ihre Familienangehörigen (§ 7 Abs. 1 Satz 2 Nr. 2 SGB II).

#### Berechnung
Die individuelle Höhe des zu bewilligenden Arbeitslosengeldes II wird durch die Kostenträger anhand mehrerer Faktoren berechnet und ist abhängig vom aktuellen Regelbedarf sowie den Ausgaben für die Unterkunft, von der Anzahl der Kinder, sowie vom Einkommen des Antragstellers und der Mitglieder seiner Bedarfsgemeinschaft. Die Regelbedarfe werden jeweils zum 1. Januar eines Jahres auf Grundlage der bundesdurchschnittlichen Preisentwicklung für regelbedarfsrelevante Güter und Dienstleistungen sowie der bundesdurchschnittlichen Entwicklung der Nettolöhne und -gehälter je beschäftigten Arbeitnehmer nach der volkswirtschaftlichen Gesamtrechnung (Mischindex) vorgenommen und im Bundesgesetzblatt bekanntgegeben.

#### Bedarfsgemeinschaft, Haushaltsgemeinschaft
Eine Bedarfsgemeinschaft bilden nach § 7 SGB II die Mitglieder eines Haushalts, deren individuelle Bedarfe unter Berücksichtigung der finanziellen Verhältnisse der anderen Mitglieder der Bedarfsgemeinschaft festgestellt werden. Auch ein alleine wohnender erwerbsfähiger Leistungsberechtigter wird als Bedarfsgemeinschaft angesehen. Zu der Bedarfsgemeinschaft gehören (Aufzählung abschließend):
1. erwerbsfähige Leistungsberechtigte
2. die im Haushalt lebenden Eltern oder ein im Haushalt lebender Elternteil eines unverheirateten, erwerbsfähigen Kindes, das noch nicht 25 Jahre alt ist und der im Haushalt lebende Partner dieses Elternteils
3. als Partner der leistungsberechtigten Person
  1. der nicht dauernd getrennt lebende Ehegatte,
  2. der nicht dauernd getrennt lebende Lebenspartner
  3. eine Person, die mit dem erwerbsfähigen Leistungsberechtigten in einem gemeinsamen Haushalt so zusammenlebt, dass nach verständiger Würdigung der wechselseitige Wille anzunehmen ist, Verantwortung füreinander zu tragen und füreinander einzustehen,
4. die dem Haushalt angehörenden unverheirateten Kinder von den in den Nummern 1. bis 3. genannten Personen, wenn die Kinder noch nicht 25 Jahre alt sind und ihren Lebensunterhalt nicht aus eigenem Einkommen oder Vermögen sichern können.

Eine Haushaltsgemeinschaft liegt vor, wenn mehrere Personen, die keine Bedarfsgemeinschaft bilden, auf familiärer Grundlage auf Dauer zusammen wohnen und wirtschaften. Die Beweislast hierfür liegt beim Grundsicherungsträger. Eine Auskunftsverpflichtung der in Haushaltsgemeinschaft lebenden Verwandten und Verschwägerten, von denen Leistungen nach § 9 Abs. 5 SGB II vermutet werden, besteht nicht. Untermietverhältnisse, (studentische) Wohngemeinschaften oder die Wohnungsstellung durch Arbeitgeber (etwa im Gastgewerbe), sind keine Haushaltsgemeinschaften.

#### Auszubildende
Schüler und Studenten sind seit dem 1. August 2016 nur noch von ALG II ausgeschlossen, wenn sie studieren und außerhalb des Haushalts der Eltern wohnen oder ihr Bafög-Antrag aus einem anderen Grund als zu hohes eigenes Einkommen oder Einkommen der Eltern abgelehnt wurde. In allen anderen Fällen, auch wenn der Antrag noch in Bearbeitung ist, sind Schüler und Studenten leistungsberechtigt. Auszubildende können in jedem Fall ALG II beziehen.
Wer eine allgemeinbildende Schule (Gymnasium, Fachoberschule, Berufsvorbereitungsjahr, Berufsgrundbildungsjahr) besucht und von Leistungen nach BAföG deswegen ausgeschlossen ist, weil er noch bei den Eltern lebt, hat ebenfalls einen Anspruch auf Arbeitslosengeld II (§ 7 Abs. 6 Punkt 1 SGB II). Dies gilt auch für Personen, die eine Abendschule besuchen und älter als 30 Jahre sind, sodass kein Anspruch auf Leistungen nach BAföG besteht (§ 7 Abs. 6 Punkt 3 SGB II).

#### Nachrangigkeit der Hilfe
Die Grundsicherungsleistungen nach dem SGB II sind grundsätzlich nachrangig gegenüber anderen Sozialleistungen. Deshalb muss, wer andere Sozialleistungen in Anspruch nehmen und dadurch seine Hilfsbedürftigkeit vermeiden, beseitigen, verkürzen oder verringern kann, diese Sozialleistungen auch beantragen. Dies gilt nicht für das sogenannte „Kinderwohngeld“ (Wohngeld ausschließlich für die Kinder, wenn diese etwa durch Unterhalt ihren eigenen Lebensunterhalt sicherstellen können) (§ 12a SGB II). Weigert sich ein Leistungsberechtigter, den für den Bezug der anderen Leistung erforderlichen Antrag zu stellen, so kann nach § 5 Abs. 3 SGB II auch die Behörde den Antrag stellen oder Rechtsbehelfe gegen versagende Bescheide einlegen.
Auf diese Weise ist auch eine „Zwangsverrentung“ möglich, also die Beantragung einer Altersrente gegen den Willen des Hilfeempfängers. Das ist für den Hilfeempfänger unter Umständen dann nachteilig, wenn mit der vorzeitigen Altersrente ein dauerhafter Rentenabschlag verbunden ist. Dies gilt nicht, solange der Leistungsberechtigte noch nicht 63 Jahre alt ist (§ 12a Satz 2 SGB II) oder eine der in der Unbilligkeitsverordnung abschließend geregelten Ausnahmetatbestände zutrifft. (Siehe hierzu auch: Flexi-Rente#Änderungen im SGB II.)

#### Antragserfordernis
Das ALG II wird nur auf Antrag und erst ab Antragstellung gewährt. Einmalige Leistungen nach § 24 SGB II sowie die Leistungen für Bildung und Teilhabe müssen ausdrücklich gesondert beantragt werden. Es besteht grundsätzlich kein Formbedürfnis, auch eine mündliche Vorsprache ist als gültige Antragstellung zu werten. Der Antrag auf Leistungen zur Sicherung des Lebensunterhalts wirkt auf den Ersten des Monats zurück und berücksichtigt automatisch alle Regelbedarfe und die Kosten der Unterkunft (§ 37 SGB II). Es wird davon ausgegangen, dass der Antragsteller berechtigt ist, die gesamte Bedarfsgemeinschaft zu vertreten (§ 38 SGB II). Die Entscheidung über den Antrag wird dem Antragsteller durch einen Bescheid bekanntgegeben, gegen den innerhalb eines Monats ab Bekanntgabe Widerspruch erhoben werden kann.
Örtlich zuständig ist das Jobcenter, in dessen Bereich der Antragsteller seinen gewöhnlichen Aufenthalt hat. Ist kein gewöhnlicher Aufenthalt feststellbar, etwa bei Obdachlosen, ist das Jobcenter zuständig, in dessen Bereich der Antragsteller sich tatsächlich aufhält (§ 36 SGB II).
Antragsteller haben gegenüber dem Grundsicherungsträger eine Mitwirkungspflicht gemäß § 60 SGB I. Daneben haben auch Arbeitgeber (§ 57, § 58 SGB II) und bestimmte Dritte, wie dem Antragsteller unterhaltspflichtige Personen (§ 60 SGB II), eine Auskunfts- und Mitwirkungspflicht gegenüber dem Grundsicherungsträger. Kommen Arbeitgeber oder Dritte ihren Mitwirkungspflichten nicht nach, kann der Grundsicherungsträger gegen sie nach § 63 SGB II ein Bußgeld von bis zu 2000 Euro verhängen, außerdem kann er Schadensersatz nach § 62 SGB II geltend machen. Wenn ein Leistungsbezieher nach Antragstellung eine Änderung in den Verhältnissen nicht bekanntgibt, kann der Grundsicherungsträger gegen ihn ein Bußgeld von bis zu 5000 Euro verhängen (§ 63 Abs. 6 SGB II).
Die Leistungen sollen für einen Zeitraum von sechs Monaten gewährt werden. Allerdings kann dieser Bewilligungszeitraum bei voraussichtlich nicht eintretenden Veränderungen der Verhältnisse auf zwölf Monate verlängert werden. Wenn der Anspruch nicht für einen vollen Monat besteht, werden die Leistungen nach Tagessätzen ausgezahlt, wobei ein Monat mit 30 Tagen berechnet wird (§ 41 SGB II). Die Leistungen werden auf das Konto des Leistungsbeziehers überwiesen. Fordert der Leistungsbezieher stattdessen eine Auszahlung als Scheck, sind die dadurch entstehenden Kosten von den auszuzahlenden Leistungen abzuziehen, es sei denn, der Leistungsbezieher kann nachweislich kein Konto bei einer Bank eröffnen, etwa aufgrund einer Privatinsolvenz (§ 42 SGB II).
Gemäß § 67 SGB II in der Fassung des Sozialschutz-Pakets vom 27. März 2020 werden Leistungen, deren Bewilligungszeitraum in der Zeit vom 31. März bis 30. August 2020 endet (sog. Bestandsfälle), ohne erneuten Antrag von Amts wegen für weitere 12 Monate erbracht. Die gesetzliche Verpflichtung, Änderungen in den Verhältnissen, die für die Leistung erheblich sind, unaufgefordert mitzuteilen (§ 60 SGB I), besteht dagegen fort, ebenso das Recht, zu Unrecht gewährte Leistungen zurückzufordern (§ 45, § 48, § 50 SGB X).

### Leistungen zur Sicherung des Lebensunterhalts
Die Höhe des ALG II richtet sich nach der Bedürftigkeit des Antragstellers. Das Arbeitslosengeld II umfasst nach § 19 Abs. 1 SGB II:
- den Regelbedarf nach § 20 SGB II,
- Mehrbedarfe nach § 21 SGB II und
- Leistungen für Unterkunft und Heizung nach § 22 SGB II

Darüber hinaus werden unter bestimmten Voraussetzungen folgende Leistungen erbracht:
- Bei Kindern, Jugendlichen und jungen Erwachsenen werden neben dem Regelbedarf Bedarfe für Bildung und Teilhabe am sozialen und kulturellen Leben in der Gemeinschaft gesondert berücksichtigt (§ 28 SGB II).
- Tragung der Beiträge für die Kranken- und Pflegeversicherung für Leistungsberechtigte, die nach § 5 Abs. 1 Nr. 2a SGB V bzw. § 20 Abs. 1 Nr. 2a SGB XI versicherungspflichtig sind (§ 251 Abs. 4 SGB V, § 59 Abs. 1 SGB XI)
- Zuschuss zu den Versicherungsbeiträgen für eine private Kranken- und Pflegeversicherung nach § 26 SGB II
- Einmalige Leistungen (§ 24 Abs. 3 SGB II)
- Ergänzende Darlehen bei unabweisbarem einmaligem Bedarf, der vom Regelbedarf umfasst ist (§ 24 Abs. 1 SGB II)

Seit dem 1. Januar 2011 werden für Bezieher von ALG II keine Beiträge zur Rentenversicherung mehr gezahlt. Zeiten des Leistungsbezugs sind seitdem nach § 58 Abs. 1 Nr. 6 SGB VI Anrechnungszeiten bei der Rentenversicherung.
Nach Berechnung des Bedarfes wird anhand des anrechenbaren Einkommens und Vermögens geprüft, ob der Antragsteller und die mit ihm in Bedarfsgemeinschaft lebenden Personen ihren Bedarf selbst decken können oder hilfebedürftig sind und Leistungen erhalten. Im einfachsten Fall bekommt eine Person Leistungen in Höhe des Regelbedarfs und der Kosten der Unterkunft, weil sie weder anrechenbares Vermögen noch Einkommen hat.
Nach § 19 Abs. 3 SGB II deckt anzurechnendes Einkommen und Vermögen die Bedarfe in der oben aufgeführten Reihenfolge. Sind Leistungsbezieher nur aufgrund der Leistungen für Bildung und Teilhabe hilfebedürftig, decken Einkommen und Vermögen die einzelnen Leistungen in der Reihenfolge, in der sie im Gesetz aufgeführt sind.
Seit dem 1. August 2016 ist der Anspruch auf ALG II und Sozialgeld grundsätzlich unpfändbar (§ 42 Abs. 4 SGB II). Zuvor galt dies nur für Leistungen der Sozialhilfe für voll erwerbsgeminderte Personen, während Arbeitslosengeld II wie Arbeitseinkommen ab einer bestimmten Pfändungsfreigrenze voll pfändbar war.
Im gleichen Rahmen sind die auf das Girokonto des Leistungsberechtigten überwiesenen Geldleistungen automatisch vor Kontopfändungen geschützt, wenn es sich bei dem Konto um ein Pfändungsschutzkonto nach § 850k ZPO handelt. Wird einem Pfändungsschutzkonto ALG II oder Sozialgeld gutgeschrieben, darf das Kreditinstitut dieses Geld für die Dauer von 14 Tagen nur mit Kontoführungsgebühren verrechnen. Der Kontoinhaber muss im Übrigen 14 Tage lang auf die überwiesene Sozialleistung zurückgreifen können, selbst wenn sein Konto dadurch ins Minus geraten sollte (§ 850k Abs. 6 ZPO).

#### Regelbedarf
Die Höhe des Regelbedarfs richtet sich nach § 20 Abs. 2 bis 4 SGB II und § 23 SGB II in Verbindung mit dem Regelbedarfs-Ermittlungsgesetz. Die Regelbedarfe werden jeweils zum 1. Januar eines Jahres aufgrund der bundesdurchschnittlichen Entwicklung der Preise für regelbedarfsrelevante Güter und Dienstleistungen sowie der bundesdurchschnittlichen Entwicklung der Nettolöhne und -gehälter je beschäftigten Arbeitnehmer nach der volkswirtschaftlichen Gesamtrechnung (Mischindex) ermittelt und fortgeschrieben.
Abweichend von den gesetzlichen Regelungen (und entsprechend dem Regelbedarfs-Ermittlungsgesetz) ist bei Ehepartnern, die keinen gemeinsamen Haushalt führen, etwa weil ein Ehepartner dauerhaft in einem Heim untergebracht ist, der Regelbedarf für alleinstehende Personen heranzuziehen.

#### Kosten der Unterkunft und Heizung (KdU)
Neben dem Regelbedarf werden nach § 22 Absatz 1 SGB II die tatsächlichen Kosten der Unterkunft und Heizung anerkannt, soweit sie angemessen sind. Dabei sind die Verhältnisse, insbesondere die Höhen der Mieten auf dem örtlichen Wohnungsmarkt zu berücksichtigen. Kosten für eine unangemessene Wohnung werden nach § 22 Absatz 1 SGB II nur so lange anerkannt, wie es Leistungsberechtigten nicht möglich oder nicht zuzumuten ist, durch einen Wohnungswechsel, durch Vermieten oder auf andere Weise die Kosten zu senken, in der Regel jedoch längstens für sechs Monate.
Bei unter 25-Jährigen, die ohne Zusicherung des Leistungsträgers umziehen, wird nach § 20 Absatz 3 SGB II nur 80 % des Regelbedarfs anerkannt und sie haben nach § 22 Absatz 5 SGB II im Regelfall keinen Anspruch auf Übernahme der Kosten der Unterkunft, außerdem wird nach § 24 Abs. 6 SGB II keine Erstausstattung gewährt. Ausnahmsweise müssen die Unterkunftskosten von dem Leistungsträger jedoch getragen werden, wenn ein schwerwiegender Grund vorliegt, der den Umzug erforderlich macht. Unter den gleichen Voraussetzungen kann von der Voraussetzung der vorherigen Zusicherung abgesehen werden.
Kosten der Unterkunft und Heizung gelten für Bewilligungszeiträume, die in der Zeit vom 1. März bis 30. Juni 2020 beginnen, für die Dauer von sechs Monaten in der tatsächlichen Höhe als angemessener Bedarf (§ 67 SGB II in der Fassung des Sozialschutz-Pakets vom 27. März 2020).

#### Mehrbedarfe
Mehrbedarfe sind nicht vom Regelbedarf umfasst. Sie werden nach Maßgabe von § 21 SGB II anerkannt. Die Summe der ersten vier genannten anerkannten Mehrbedarfe darf die Höhe der Regelleistung nicht überschreiten (§ 21 Abs. 8 SGB II).

##### Alleinerziehende
Der Mehrbedarf für Alleinerziehende wird als prozentualer Aufschlag von 12 % pro Kind (50,88 €) erbracht. Der Aufschlag beträgt maximal 60 %. Ist ein Kind unter sieben Jahre alt oder zwei Kinder unter 16 Jahre alt, so beträgt der Aufschlag mindestens 36 % (152,64 €) (§ 21 Abs. 3 SGB II).
Das Kind muss hierbei nicht das leibliche Kind sein, auch für die Erziehung von Pflegekindern und Enkelkindern kann der Mehrbedarf in Anspruch genommen werden.
Bei der Frage, ob jemand alleinerziehend im Sinne des Gesetzes ist, kommt es allein auf die tatsächlichen Verhältnisse an, wer das Sorgerecht innehat, ist nicht von Bedeutung. Einer Person steht auch dann der Mehrbedarf zu, wenn sie in einer Großfamilie lebt, sofern die anderen Familienmitglieder tatsächlich keine Erziehungsleistungen am Kind erbringen.
Leben die Eltern getrennt voneinander und übt jeder von ihnen das Umgangsrecht abwechselnd aus, steht der Mehrbedarf demjenigen Elternteil zu, der prozentual einen höheren Anteil an der Erziehung des Kindes ausübt. Üben beide Eltern einen exakt gleichen Anteil an der Erziehung des Kindes aus, steht beiden Elternteilen der hälftige Mehrbedarf zu.

##### Schwangere
Werdende Mütter ab der 13. Schwangerschaftswoche haben einen Anspruch auf einen Mehrbedarf in Höhe von 17 % des Regelbedarfs (67,83 €, § 21 Abs. 2 SGB II).

##### Behinderte Menschen
Behinderte erwerbsfähige Personen, die Leistungen zur Teilhabe am Arbeitsleben, Leistungen für Schule und Ausbildung im Rahmen der Eingliederungshilfe nach dem SGB XII oder sonstige Hilfen zur Erlangung eines Arbeitsplatzes erhalten, haben Anspruch auf einen Mehrbedarf in Höhe von 35 % des Regelbedarfs (148,40 €, § 21 Abs. 4 SGB II). Behinderte Kinder haben keinen Anspruch auf den Mehrbedarf, behinderte erwerbsgeminderte Personen nur im Rahmen der schulischen Bildung (§ 23 Punkt 2 SGB II).
Das Bundessozialgericht hat den Mehrbedarf insofern konkretisiert, dass der Mehrbedarf nur dann gewährt wird, wenn tatsächlich eine Maßnahme stattfindet, aufgrund dieser der behinderten Person Mehrkosten entstehen. Eine reine Vermittlungs- und Beratungsleistung reicht hierzu nicht aus. Hingegen ist es nicht erforderlich, dass es sich bei der Maßnahme um eine behindertenspezifische Maßnahme handelt.

##### Kostenaufwändige Ernährung
Mehrbedarfe für kostenaufwändige Ernährung werden in angemessener Höhe anerkannt (§ 21 Abs. 5 SGB II). Es müssen aus medizinischen Gründen höhere Kosten für die Krankenkost anfallen. Grundlage ist stets ein ärztliches Attest, aus dem die Erkrankung, die Erforderlichkeit der besonderen verordneten Kost und der ursächliche Zusammenhang zwischen der Erkrankung und der Krankenkost hervorgehen muss. Eine rückwirkende Gewährung von Leistungen auf die Zeit vor der ärztlichen Diagnose ist ausgeschlossen. Der Deutsche Verein hat zur Gewährung von Krankenkostzulagen in der Sozialhilfe Empfehlungen abgegeben, auf die die Behörde zurückgreifen kann. Darin werden für einige stoffwechselbezogene Erkrankungen Empfehlungen für den Regelfall gegeben. Die Empfehlungen stellen aber nach der neueren Rechtsprechung kein sogenanntes antizipiertes Sachverständigengutachten dar. Deshalb muss die Behörde im Streitfall von Amts wegen untersuchen (ermitteln), ob und in welchem Umfang ein Bedarf im Einzelfall vorliegt. Zur Versagung von Leistungen reicht es daher nicht aus, wenn sich die Behörde lediglich auf „aktuelle ernährungsmedizinische Empfehlungen“ beruft. Der Mehrbedarf darf nicht nur kurzfristig in unwesentlicher Höhe anfallen (sog. Bagatellbedarf). Auf den Mehrbedarf besteht ein Rechtsanspruch, die Behörde hat bei der Gewährung kein Ermessen, bei der Festsetzung der angemessenen Höhe kommt ihr kein Beurteilungsspielraum zu. Der Bescheid ist deshalb in vollem Umfang gerichtlich nachprüfbar. Zu ersetzen sind die „tatsächlich erforderlichen Mehrkosten“.

##### Dezentraler Warmwasserversorgung
Ist der Energiebedarf für die Erzeugung von Warmwasser nicht bereits bei den Heizkosten berücksichtigt, weil das Warmwasser getrennt von der Heizung durch in der Unterkunft installierte Vorrichtungen erzeugt wird (z. B. Durchlauferhitzer), wird nach § 21 Abs. 7 SGB II zunächst ein Mehrbedarf anerkannt, dessen Höhe zwischen 0,8 und 2,3 % des Regelbedarfs liegt, soweit nicht im Einzelfall ein abweichender Bedarf besteht oder ein Teil des angemessenen Warmwasserbedarfs nach § 22 Abs. 1 SGB II anerkannt wird.
Dort heißt es in Satz (1): Bedarfe für Unterkunft und Heizung werden in Höhe der tatsächlichen Aufwendungen anerkannt, soweit diese angemessen sind.
Wie dem Urteil des Landessozialgerichts Niedersachsen-Bremen vom 22. Mai 2019 zu entnehmen, sind jährlich pro Person 700 kWh Strom für die dezentrale Warmwassererzeugung mittels elektrischem Durchlauferhitzer angemessen. Nach einem Urteil des Sozialgerichts Augsburg vom 31. Januar 2020 sind jährlich 800 kWh Strom für eine Person angemessen. Bei einem Preis von 0,30 Euro je kWh Strom stehen danach jedem Erwachsenen jährlich 240 Euro für die dezentrale Warmwassererzeugung zu, nicht nur die bisher gezahlten Mindestbeträge.
Der Mehrbedarf für die Warmwassererzeugung gehört zu den Kosten der Unterkunft und ist nicht aus der Regelleistung zu zahlen, weil darin kein Anteil für die Warmwassererzeugung enthalten ist. Bereits dem Urteil des Sächsischen Landessozialgerichts vom 29. März 2007 war zu entnehmen, dass in der Regelleistung noch nie ein Anteil für die Warmwasserbereitung enthalten war. Diese Tatsache führte ab 1. Januar 2011 erstmals zur Einführung einer Mehraufwandsentschädigung für die Warmwasserbereitung.

##### Im Einzelfall zu berücksichtigender unabweisbarer, laufender, nicht nur einmaliger besonderer Mehrbedarf
Bei Leistungsberechtigten wird ein Mehrbedarf anerkannt, soweit im Einzelfall ein unabweisbarer, laufender, nicht nur einmaliger besonderer Bedarf besteht (§ 21 Abs. 6 SGB II). Der Mehrbedarf ist unabweisbar, wenn er insbesondere nicht durch die Zuwendungen Dritter sowie unter Berücksichtigung von Einsparmöglichkeiten der Leistungsberechtigten gedeckt ist und seiner Höhe nach erheblich von einem durchschnittlichen Bedarf abweicht. Eine pauschale Bagatellgrenze von 10 % des Regelbedarfs ist unzulässig.
Nach der Entscheidung des Bundesverfassungsgerichts vom 9. Februar 2010 seien auch unabweisbare, laufende, nicht nur einmalige Sonderbedarfe zu berücksichtigen, die nicht von den Regelleistungen erfasst sind, jedoch zur Gewährleistung eines menschenwürdigen Existenzminimums zwingend zu decken sind. Dies können z. B. sein:
- Pflegeprodukte bei Neurodermitis, Hygieneartikel bei ausgebrochener HIV-Infektion;
- Putz- und Haushaltshilfe für Rollstuhlfahrer
- Kosten zur Wahrnehmung des Umgangsrechts
- Kosten für Schulbücher in Ländern, in denen keine Lernmittelfreiheit gewährt wird[50]
- Sonstige vergleichbare Härtefälle

Keine Sonderleistungen sollte es nach der Geschäftsanweisung zur Deckung der Praxisgebühr, für Bekleidung und Schuhe in Übergrößen oder für einen besonderen krankheitsbedingten Ernährungsaufwand geben.

#### Einmalige Leistungen
Nicht vom Regelbedarf nach § 20 SGB II umfasst sind Bedarfe für
- Erstausstattungen für die Wohnung, einschließlich Haushaltsgeräten,
- Erstausstattungen für Bekleidung und Erstausstattungen bei Schwangerschaft und Geburt sowie
- Anschaffung und Reparaturen von orthopädischen Schuhen, Reparaturen von therapeutischen Geräten und Ausrüstungen sowie die Miete von therapeutischen Geräten.

Diese Bedarfe werden auf Antrag gesondert erbracht. Auch Personen, die kein ALG II beziehen, können die einmaligen Leistungen in Anspruch nehmen, wobei von ihnen in diesem Fall eine angemessene Kostenbeteiligung erwartet werden kann (§ 24 Abs. 3 SGB II).

##### Erstausstattung Wohnung
Ein Bedarf für die erste Ausstattung einer Wohnung, der nicht bereits durch vorhandene Möbel und andere Einrichtungsgegenstände gedeckt ist („Erstausstattung“), ist – anders als ein Ersatz- oder Reparaturbedarf – nicht vom Regelsatz gedeckt und muss gesondert beantragt werden. Dies betrifft etwa Mehrbedarfe nach Trennungen von Ehegatten oder nichtehelichen Lebensgefährten, wenn aus den Haushaltsgegenständen eines Haushaltes zwei neue Haushalte ausgestattet werden müssen.
Aber auch der Auszug eines Kindes aus dem Elternhaus kann zu einem Erstausstattungsbedarf an Haushaltsgegenständen führen. In besonderen Fällen kann aber auch ein Ersatzbedarf berücksichtigungsfähig sein. Neben Fällen wie Inhaftierung und Obdachlosigkeit kann das auch dann der Fall sein, wenn ein Leistungsbezieher aus dem Ausland zugezogen ist. Ebenso ist eine Erstausstattung zu gewähren, wenn bereits vorhandene Möbel durch einen vom Grundsicherungsträger veranlassten Umzug unbrauchbar werden.
Die Erstausstattung einer Wohnung soll eine geordnete Haushaltsführung und ein menschenwürdiges Leben ermöglichen. Zu der Erstausstattung für die Wohnung gehören Einrichtungsgegenstände (Möbel, Gardinen, Lampen) und Haushaltsgeräte (Waschmaschine, Herd, Kühlschrank, Staubsauger, Bügeleisen). In einem Urteil des Sozialgerichts Düsseldorf aus dem Jahre 2007 wurden einzelne Kosten für Gegenstände wie Bett, Auflage, Bettzeug, Kleiderschrank, Lampen usw. ausdrücklich genannt.
Einem Vater, der zusammen mit seiner Tochter bei seiner Frau auszog, wurde Geld für eine Waschmaschine gewährt. Auch in einem anderen Fall wurde einem Leistungsempfänger eine Waschmaschine zugesprochen.
Nicht hierzu zählen Unterhaltungsgeräte wie etwa ein Fernseher, die nicht im Rahmen der Erstausstattung übernommen werden können. Ein PC wird nicht finanziert. Der Bodenbelag wird als nicht zu fördernde Zusatzausstattung verstanden.
Es steht im Ermessen des Grundsicherungsträgers, ob er den Erstausstattungsbedarf als Sach- oder Geldleistung gewährt. Entscheidet er sich für eine Geldleistung, kann er den Anspruch pauschalisieren, sofern die Herkunft und Berechnung der Pauschalbeträge nachvollziehbar dargelegt ist und der Leistungsbezieher davon seinen Bedarf tatsächlich decken kann.
Aus Wirtschaftlichkeitsgesichtspunkten kann ein sozialhilferechtlicher Bedarf auch durch gebrauchte Gegenstände und Gebrauchtmöbel gedeckt werden.
Der Bedarf ist nicht zeitgebunden, ein Leistungsbezieher ist nicht verpflichtet, sofort und unverzüglich eine Erstausstattung zu beantragen und verwirkt seinen Anspruch nicht durch Zögern. Ebenso kann sich eine Erstausstattung auch auf einen einzelnen Einrichtungsgegenstand beziehen und nicht zwingend auf einen kompletten Hausstand.

##### Bekleidung
Ein Bedarf für die Erstausstattung von Bekleidung wird nur unter bestimmten Umständen erbracht. Dazu zählt etwa eine starke Gewichtszu- oder abnahme, die eine Nutzung der alten Kleidung unmöglich macht.

##### Schwangerschaft und Kind
Die Erstausstattungen bei Schwangerschaft und Geburt umfassen Kosten für Umstandskleidung zum einen, zum anderen Kosten für die erstmalige Bekleidung des Neugeborenen und notwendige Möbel wie ein Schrank, ein Kinderwagen und ein Kinderbett. Das Bundessozialgericht entschied dazu am 23. Mai 2013, dass eine erneute Erstausstattung beantragt werden kann, wenn das Kind zu groß für das Kinderbett wird und ein neues Jugendbett benötigt.

##### Orthopädische Schuhe und therapeutische Geräte
Der Bedarf an orthopädischen Schuhen umfasst den Eigenanteil, den gesetzlich krankenversicherte Personen für die Beschaffung von orthopädischen Schuhen zu entrichten haben. Therapeutische Geräte sind alle Geräte, die einem medizinischen Zweck gelten wie etwa Beatmungsgeräte; nach einem Urteil des Bundessozialgerichts zählen hierzu auch Brillen, sodass die Kosten für eine Brillenreparatur nach dieser Vorschrift als Einmalleistung zu übernehmen sind.

#### Sonstige Leistungen
Dem Leistungsempfänger kann unter bestimmten Umständen ein Darlehen gewährt werden, wenn ein einmaliger nach den Umständen unabweisbarer Bedarf, der vom Regelbedarf zur Sicherung des Lebensunterhalts umfasst ist, nicht gedeckt werden kann (§ 24 Abs. 1 SGB II). Dies ist etwa der Fall, wenn aufgrund von während des Leistungsbezugs aufgelaufenen Stromschulden die Stromsperrung droht.
Außerdem kann ein Darlehen gewährt werden, um die Zeit von der Aufnahme einer Beschäftigung bis zur ersten Lohnzahlung zu überbrücken (§ 24 Abs. 4 SGB II).

#### Leistungen für Bildung und Teilhabe
Kinder und Jugendliche sowie Schülerinnen und Schüler erhalten neben dem Regelbedarf unter den Voraussetzungen des § 28 SGB II Leistungen für Bildung und Teilhabe, soweit sie keinen Anspruch auf Leistungen nach dem Vierten Kapitel SGB XII haben. Die Bildungs- und Teilhabeleistungen müssen gesondert beantragt werden (§ 37 SGB II). Dies gilt nicht für den persönlichen Schulbedarf in Höhe von 70 € im August und 30 € im Februar je anspruchsberechtigtes Schulkind nach § 28 Abs. 3 SGB II.

#### Sozialgeld
Sozialgeld nach § 19 Abs. 1 Satz 2 SGB II erhalten leistungsberechtigte Personen, die
- nicht erwerbsfähig sind,
- mit einem erwerbsfähigen Leistungsberechtigten, der selbst dem Grunde nach Leistungen nach dem SGB II beanspruchen kann, in einer Bedarfsgemeinschaft im Sinne des § 7 Abs. 3 SGB II leben und
- keinen Anspruch auf Grundsicherung im Alter und bei Erwerbsminderung nach § 41 SGB XII haben.

Daneben haben auch nicht erwerbsfähige, minderjährige Kinder von nach dem BAföG förderungsfähigen Auszubildenden Anspruch auf das Sozialgeld.
Durch die Gewährung von Sozialgeld durch das Jobcenter anstelle von Sozialhilfe (HLU) nach dem Zwölften Buch Sozialgesetzbuch durch den Sozialhilfeträger soll vermieden werden, dass für die einzelnen Angehörigen einer Bedarfsgemeinschaft unterschiedliche Behörden zuständig sind.

#### Krankenversicherung
Die Krankenversicherungsbeiträge für Bezieher von ALG II, die in der gesetzlichen Krankenversicherung nach § 5 Abs. 1 Nr. 2a SGB V pflichtversichert sind, werden in Höhe von rund 100 Euro monatlich aus Steuermitteln vom Bund gezahlt, die weiteren Kosten werden auf die Mitglieder der gesetzlichen Krankenversicherungen verteilt. Der Zusatzbeitrag zur gesetzlichen Krankenversicherung wird nach § 242 Abs. 3 SGB V nur in Höhe des durchschnittlichen Zusatzbeitrags nach § 242a SGB V erhoben und auch in dieser Höhe übernommen. Der Beitrag wird ferner für Personen übernommen, die in der gesetzlichen Krankenversicherung versicherungspflichtig sind und die allein durch den Krankenversicherungsbeitrag hilfebedürftig würden.
Bezieher von ALG II oder Sozialgeld, die in der gesetzlichen Krankenversicherung weder versicherungspflichtig noch familienversichert sind, erhalten einen Zuschuss zu den Versicherungsbeiträgen für eine freiwillige Mitgliedschaft in der gesetzlichen Krankenversicherung oder für eine private Krankenversicherung bis zur Höhe des halben Beitrags zum Basistarif nach § 152 Abs. 4 Versicherungsaufsichtsgesetz (VAG). Dieser Zuschuss ist nicht auf die Höhe des ermäßigten Beitragssatzes für Bezieher von ALG II in der gesetzlichen Krankenversicherung beschränkt. Nicht von diesem Zuschuss abgedeckt wird der Selbstbehalt einer privaten Krankenversicherung, er kann jedoch in Ausnahmefällen als Mehrbedarf geltend gemacht werden.
Auch die Beiträge zu einer privaten Pflegeversicherung sind bis zur Höhe des halben Beitrags zum Basistarif zu übernehmen. Um eine planwidrige Regelungslücke zu schließen, sind zudem die Beiträge zur gesetzlichen Pflegeversicherung bei Leistungsbeziehern zu übernehmen, die freiwillig Mitglied der gesetzlichen Krankenversicherung und damit nach § 20 Abs. 3 SGB XI versicherungspflichtig in der Pflegeversicherung sind.

### Anrechnung von Einkommen und Vermögen

Beispiel für eine alleinstehende Person mit Regelleistung 399 Euro plus Warmmiete 300 Euro (2015)

Beispiel für ein Ehepaar mit Regelleistung 2 mal 360 Euro und 234 Euro (Kind unter 6 Jahre) plus Warmmiete 499 Euro (ohne Kindergeld, 2015)

Einkommen muss, soweit es zu berücksichtigen ist, vorrangig zur Sicherung des Lebensunterhaltes eingesetzt werden. Einkommen ist das, was die Mitglieder der Bedarfsgemeinschaft während des Bezugs der Leistung wertmäßig hinzugewinnen. Das bereits zum Zeitpunkt der Antragstellung Vorhandene, ist Vermögen. Welches Einkommen in welcher Höhe zu berücksichtigen ist, ist in den §§ 11 bis 11b SGB II sowie in der Arbeitslosengeld II/Sozialgeld-Verordnung – Alg II-V – geregelt. Die Bilder rechts zeigen Beispiele für eine alleinstehende Person ohne Kinder und für ein Ehepaar mit einem Kind.

#### Zu berücksichtigendes Einkommen
Als Einkommen sind alle Einnahmen in Geld zu berücksichtigen. Einnahmen in Geldeswert (Sachbezüge, Gutscheine etc.) sind seit 1. August 2016 nicht mehr zu berücksichtigen, außer Sachbezügen, die im Rahmen einer Erwerbstätigkeit, des Bundesfreiwilligendienstes oder eines Jugendfreiwilligendienstes zufließen. Es darf nur solches Einkommen berücksichtigt werden, das tatsächlich als „bereites Mittel“ zur Verfügung steht. Dies ist etwa bei Zinsen aus einem Bausparvertrag nicht der Fall, wenn der Leistungsberechtigte nicht auf die Zinseinnahmen zurückgreifen kann. Fiktives Einkommen darf grundsätzlich nicht angerechnet werden. Gepfändetes Einkommen ist nur dann zu berücksichtigen, wenn die Pfändung rechtlich ohne weiteres rückgängig gemacht werden kann. Ein Darlehen ist kein Einkommen, da es zurückgezahlt werden muss und somit dem Leistungsberechtigten nicht auf Dauer zur Verfügung steht. Als Einkommen zu berücksichtigen sind aber darlehensweise gewährte Sozialleistungen, wenn und soweit sie dem Lebensunterhalt dienen (z. B. Bafög). Gehört ein Kind zur Bedarfsgemeinschaft und kann es seinen Lebensunterhalt aus seinem eigenen Einkommen und Vermögen nicht sicherstellen, ist das Kindergeld, obwohl es den Eltern zusteht, Einkommen des Kindes. Diese Regelung ist nicht analog anzuwenden, wenn nicht die Eltern, sondern z. B. die Großeltern das Kindergeld erhalten.
Laufende oder einmalige Einnahmen werden in dem Kalendermonat berücksichtigt, in dem sie zufließen (Zuflussprinzip). Zum 1. August 2016 wurde die Rechtsprechung des Bundessozialgerichts größtenteils revidiert: Einnahmen, die monatlich regelmäßig zufließen, sind laufende Einnahmen, alle anderen Einnahmen sind einmalige Einnahmen, somit auch etwa Nachzahlungen auf ausstehende Leistungen. Würde durch die Berücksichtigung einer einmaligen Einnahme in einem Monat der Leistungsanspruch entfallen, wird die einmalige Einnahme auf einen Zeitraum von sechs Monaten gleichmäßig aufgeteilt und monatlich mit einem entsprechenden Teilbetrag berücksichtigt. Verbraucht der Leistungsberechtigte die einmalige Einnahme bereits vor Ablauf des sechsmonatigen Anrechnungszeitraumes kann er nur noch ein Darlehen nach § 24 Abs. 4 SGB II beantragen.
Vom Einkommen sind nach § 11b SGB II bestimmte Beträge im Rahmen der Einkommensbereinigung abzusetzen. Einen Überblick über anzurechnendes Einkommen gibt der Freibetragsrechner SGB II des Bundesministeriums für Arbeit und Soziales.
Für Einkommen aus Erwerbstätigkeit gilt ein Freibetrag von 100 €; darüber hinaus bleiben 20 % des Einkommens zwischen 100 und 1000 € sowie 10 % des Einkommens zwischen 1000 und 1200 € unberücksichtigt, insgesamt also bis zu 300 €. Bei Kindern in der Bedarfsgemeinschaft liegt die Grenze des Einkommens bei 1500 €. Somit sind in diesem Fall bis zu 330 € anrechnungsfrei. Der Freibetrag selbst wird aus dem Bruttoerwerbseinkommen errechnet und ist somit unabhängig vom tatsächlichen Nettoeinkommen. Berufsbedingte Aufwendungen werden gesondert abgesetzt, allerdings mit dem Grundfreibetrag von 100 € verrechnet. Liegt das Erwerbseinkommen unter 400 €, können berufsbedingte Aufwendungen nicht gesondert abgesetzt werden.
Für Einnahmen aus einer Tätigkeit, die nach § 3 Nummer 12, 26 oder 26a EStG steuerfrei sind, gilt statt dem Grundfreibetrag von 100 € ein Freibetrag von 250 € (§ 11b Absatz 2 Nr. 1 SGB II).

#### Nicht zu berücksichtigendes Einkommen
Nach § 11a SGB II werden bestimmte Einkommensarten nicht berücksichtigt. Dazu zählen:
- alle Leistungen nach dem SGB II (hierzu zählen auch systemähnliche Sozialleistungen wie das AsylbLG[81])
- die Grundrente nach dem Bundesversorgungsgesetz und anderer Gesetze, die auf die entsprechenden Regelungen verweisen.
- Renten und Beihilfen nach dem Bundesentschädigungsgesetz, die für Schäden am Leben sowie an Körper und Gesundheit erbracht werden, bis zur Höhe der entsprechenden Grundrente nach dem Bundesversorgungsgesetz
- bürgerlich-rechtliches Schmerzensgeld
- Zuwendungen der freien Wohlfahrtspflege, sofern diese die Lage des Leistungsbeziehers nicht wesentlich beeinflussen (z. B. Lebensmittelspenden der Tafel)
- Schenkungen Dritter, sofern die Berücksichtigung grob unbillig wäre und sie die Lage des Leistungsbeziehers nicht wesentlich beeinflussen, etwa eine Aufwandsentschädigung für eine Blutspende oder Leistungen eines Entschädigungsfonds.
- Verletztenrente, wenn durch die Zahlung ein Anspruch auf Leistungen nach dem Bundesversorgungsgesetz aufgrund von § 65 BVG ruht, bis zur Höhe der entsprechenden Grundrente.[82]
- seit 1. Juli 2021 das einem Strafgefangenen bei seiner Entlassung ausgezahlte Überbrückungsgeld nach § 51 StVollzG
- seit 1. Juli 2021 die Aufwandsentschädigung eines Vormunds oder ehrenamtlichen Betreuers nach § 1835a BGB

Leistungen, die aufgrund öffentlich-rechtlicher Vorschriften ausdrücklich zu einem Zweck erbracht werden, der nicht der Sicherung des Lebensunterhalts dient, sind ebenfalls nicht zu berücksichtigen. Dazu zählen etwa sämtliche Leistungen der gesetzlichen Pflegeversicherung oder die Wohnungsbauprämie. Ausnahmen gelten hier jedoch für:
- den erzieherischen Teil des Pflegegeldes nach § 39 SGB VIII, hier wird für das dritte Pflegekind 75 %, ab dem vierten Pflegekind der komplette Betrag berücksichtigt
- die Tagespflegeleistungen nach § 23 SGB VIII.

Darüber hinaus legt § 1 der Arbeitslosengeld II/Sozialgeld-Verordnung weitere Regeln zur Anrechnung und Nichtberücksichtigung von Einkommen fest. So sind beispielsweise Bagatelleinnahmen bis 10,00 Euro pro Monat anrechnungsfrei. Die Bagatellgrenze besteht auch dann, wenn ansonsten Einkommen erzielt und angerechnet wird, und sie besteht auch für laufende Einnahmen.

#### Vermögensanrechnung und Freibeträge
Haben der Leistungsberechtigte oder die mit ihm in Bedarfsgemeinschaft lebenden Personen verwertbares Vermögen, besteht nach § 12 SGB II kein Anspruch auf Arbeitslosengeld II, soweit der Wert des Vermögens gewisse Freibeträge überschreitet, es sich nicht um Schonvermögen handelt und die Verwertung nicht offensichtlich unwirtschaftlich ist oder für den Betroffenen eine besondere Härte bedeuten würde. Das Vermögen ist ohne Rücksicht auf steuerrechtliche Vorschriften mit seinem Verkehrswert zu berücksichtigen (§ 8 Alg II-V).
Kein Vermögen, sondern Einkommen, sind die Erträge (Zinsen, Dividenden) aus dem Vermögen, weil der Leistungsberechtigte die Erträge erst in der Bedarfszeit wertmäßig dazu erhält.
| Vermögensfreibeträge                                                                                      | Freibetrag je vollendetes Lebensjahr | Mindestbetrag | Höchstbeträge                                                                                               |
| --- | ------------------------------------ | ------------- | --- |
| Grundfreibetrag (für volljährige Leistungsberechtigte und deren Partner)                                  | 150 €¹                               | 3.100 €       | 9.750 € (Geburtsjahrgang bis 1957) 9.900 € (Geburtsjahrgang 1958–1963) 10.050 € (Geburtsjahrgang ab 1964)   |
| Grundfreibetrag (für minderjährige Leistungsberechtigte)²                                                 | —                                    | 3.100 €       | 3.100 € |
| Freibetrag für Altersvorsorge für erwerbsfähige Hilfeempfänger ab ihrem 15. Geburtstag und deren Partner³ | 750 €                                | —             | 48.750 € (Geburtsjahrgang bis 1957) 49.500 € (Geburtsjahrgang 1958–1963) 50.250 € (Geburtsjahrgang ab 1964) |
| Freibetrag für notwendige Anschaffungen (für jeden Leistungsberechtigten)                                 | —                                    | 750 €         | 750 € |

¹ Für Leistungsberechtigte, die bis zum 1. Januar 1948 geboren waren, galt ein Freibetrag in Höhe von 520 Euro und ein Höchstbetrag von 33.800 Euro.

² Vermögen von Kindern bleibt bei der Berechnung der Leistungen der Eltern unberücksichtigt.

³ Das Vermögen muss vor dem Eintritt in den Ruhestand aufgrund einer unwiderruflichen vertraglichen Vereinbarung nicht verwertet werden dürfen. Bundesrechtlich ausdrücklich geförderte Altersvorsorge wie die „Riester-Rente“ fällt nicht in diesen Vermögensbestandteil, s. u. Schonvermögen.

#### Schonvermögen
Als Vermögen ist nicht zu berücksichtigen:
- angemessener Hausrat,
- ein angemessenes Kraftfahrzeug für jeden in der Bedarfsgemeinschaft lebenden erwerbsfähigen Leistungsberechtigten, nach einer Entscheidung des BSG vom 6. September 2007[86] ist ein Kfz bis zu einem Verkehrswert von 7.500 EUR als angemessen anzusehen. Über teurere Fahrzeuge muss im Einzelfall entschieden werden.
- Altersvorsorge in Höhe des nach Bundesrecht ausdrücklich als Altersvorsorge geförderten Vermögens, einschließlich seiner Erträge und der geförderten laufenden Altersvorsorgebeiträge (Riester-Rente, Rürup-Rente, Betriebsrente)
- vom Inhaber als für die Altersvorsorge bestimmt bezeichnete Vermögensgegenstände in angemessenem Umfang, wenn der erwerbsfähige Leistungsberechtigte oder sein Partner von der Versicherungspflicht in der gesetzlichen Rentenversicherung befreit ist,
- ein selbst genutztes Hausgrundstück von angemessener Größe oder eine entsprechende Eigentumswohnung,
- Vermögen, solange es nachweislich zur baldigen Beschaffung oder Erhaltung eines Hausgrundstücks von angemessener Größe bestimmt ist, soweit dieses zu Wohnzwecken behinderter oder pflegebedürftiger Menschen dient oder dienen soll und dieser Zweck durch den Einsatz oder die Verwertung des Vermögens gefährdet würde,
- Sachen und Rechte, soweit ihre Verwertung offensichtlich unwirtschaftlich ist oder für den Betroffenen eine besondere Härte bedeuten würde. Für die Angemessenheit sind die Lebensumstände während des Bezugs der Leistungen zur Grundsicherung für Arbeitsuchende maßgebend.

#### Sozialschutz-Paket
Infolge der COVID-19-Pandemie wird bei der Entscheidung über einen Anspruch auf Arbeitslosengeld II und Sozialgeld für Bewilligungszeiträume, die in der Zeit vom 1. März 2020 bis 31. Dezember 2022 beginnen, ein bei dem Antragsteller vorhandenes Vermögen für die Dauer von sechs Monaten ausnahmsweise nicht berücksichtigt, es sei denn, das Vermögen ist „erheblich“ (§ 67 SGB II in der Fassung des Sozialschutz-Pakets vom 27. März 2020, das bereits mehrmals verlängert wurde).

### Eingliederungshilfe und Arbeitsvermittlung

#### Unterstützung der Eingliederung
Das Jobcenter soll nach § 15 SGB II mit jeder erwerbsfähigen leistungsberechtigten Person eine Eingliederungsvereinbarung abschließen, in der die für die Eingliederung erforderlichen Leistungen bestimmt werden und festgelegt wird, welche Bemühungen der Leistungsberechtigte mindestens unternehmen muss, um eine Arbeit zu finden, und wie er seine Bemühungen nachzuweisen hat. Lehnt der Leistungsberechtigte den Abschluss der Eingliederungsvereinbarung ab, liegt kein Sanktionstatbestand vor; jedoch kann das Jobcenter die vorgesehenen Maßnahmen einseitig durch einen (anfechtbaren) Verwaltungsakt festsetzen. Das Instrument der Eingliederungsvereinbarung gab es bereits im Job-AQTIV-Gesetz aus dem Jahr 2001.

#### Weitere Eingliederungsleistungen
Beziehern von ALG II stehen größtenteils die Eingliederungsleistungen aus dem SGB III zur Verfügung, wie Vermittlung in Arbeit, Förderung aus dem Vermittlungsbudget oder auch die Zuweisung zu Maßnahmen zur Aktivierung und beruflichen Eingliederung (§ 16 SGB II). Daneben sind speziell im SGB II zusätzliche Leistungen vorgesehen:
- Flankierende Dienstleistungen wie Kinderbetreuung und -pflege, Schuldnerberatung, psychosoziale Betreuung, Suchtberatung (§ 16a SGB II)
- Einstiegsgeld (§ 16b SGB II)
- Leistungen zur Eingliederung von Selbständigen (§ 16c SGB II)
- Arbeitsgelegenheit mit Mehraufwandsentschädigung, auch Ein-Euro-Job genannt (§ 16d SGB II)
- Vermittlung im öffentlich geförderten Beschäftigungssektor (§ 16e SGB II)
- Freie Förderung (§ 16f SGB II)

Es besteht kein Rechtsanspruch auf bestimmte Eingliederungsleistungen; die jeweils notwendigen und zweckmäßigen Instrumente werden durch den persönlichen Ansprechpartner ausgewählt. Über eine Antragstellung des Leistungsempfängers muss daher eine individuelle Ermessensentscheidung getroffen werden (Kann-Regelungen). Es besteht jedoch ein Anspruch auf eine sachliche Begründung der getroffenen Ermessensentscheidung.

### Sanktionen
Nach § 31 SGB II können Leistungsbezieher für bestimmte Pflichtverletzungen sanktioniert werden. Während einer Sanktion besteht kein Anspruch auf ergänzende Hilfe zum Lebensunterhalt nach dem SGB XII (§ 31b Abs. 2 SGB II). Eine Sanktion muss innerhalb von sechs Monaten nach dem Zeitpunkt der Pflichtverletzung ausgesprochen werden. Sie dauert in der Regel drei Monate und tritt mit dem Ersten des Kalendermonats, das auf den Zugang des Sanktionsbescheides beim Leistungsbezieher folgt, in Kraft (§ 31b Abs. 1 SGB II). Geschäftsführer der Jobcenter erhalten vierstellige Prämienzahlungen, wenn sie vorgegebene Sanktionsquoten annähernd erreichen oder übertreffen.
Unterschieden wird zwischen zwei Fällen:

#### Pflichtverletzungen (große Sanktion)
Eine Sanktion wegen einer Pflichtverletzung wird nach § 31 Abs. 1 SGB II dadurch begründet, dass Leistungsbezieher trotz vorheriger Rechtsfolgenbelehrung gegen Regelungen aus einer Eingliederungsvereinbarung verstoßen, eine zumutbare Arbeit, Ausbildung oder Arbeitsgelegenheit ablehnen oder eine zumutbare Maßnahme nicht antreten oder abbrechen. Eine Rechtsfolgenbelehrung im Sinne des Gesetzes muss konkret, richtig, vollständig und verständlich sein. Sie muss verdeutlichen, welche unmittelbaren und konkreten Auswirkungen die Pflichtverletzung haben kann. Erfüllt eine Rechtsfolgenbelehrung diese Anforderungen nicht, kann der Leistungsbezieher nicht sanktioniert werden. Eine Sanktion ist außerdem ausgeschlossen, wenn ein wichtiger Grund für das Verhalten des Leistungsbeziehers vorliegt.
In bestimmten anderen Fällen ist nach § 31 Abs. 2 SGB II auch ohne vorherige Rechtsfolgenbelehrung eine Sanktion möglich, etwa dann, wenn ein Leistungsberechtigter seine Hilfebedürftigkeit vorsätzlich herbeigeführt hat, aufgrund einer Sperrzeit ein Anspruch auf Arbeitslosengeld ruht oder erloschen ist oder Anlass für das Eintreten einer Sperrzeit gibt, etwa indem er seine Arbeit aufgibt.
Das Verhältnis zwischen den direkten Tatbeständen des SGB II in Abs. 1 und denen, die sich auf die Regelungen zur Sperrzeit im SGB III beziehen, im Abs. 2, ist so ausgestaltet, dass Letztere nachrangig sind und nur dann Anwendung finden, wenn Erstere von vornherein nicht anwendbar sind. Das liegt zum Beispiel dann vor, wenn dem Leistungsbezieher durch den Arbeitgeber (fristlos) gekündigt wird, da nach Abs. 1 nur die Eigenkündigung, nicht aber die (fristlose) Kündigung des Arbeitgebers sanktionsbewehrt ist. Die Tatbestände des Abs. 2 setzen allerdings voraus, dass der Leistungsbezieher versicherungspflichtig in der Arbeitslosenversicherung ist bzw. war; sie decken nur Fälle ab, in denen die Sperrzeit bereits von der Agentur für Arbeit festgestellt ist oder dies allein an fehlenden Anwartschaftszeiten für einen Anspruch auf Arbeitslosengeld scheitert. Übte der Leistungsbezieher keine versicherungspflichtige Beschäftigung aus, kann nicht nach Abs. 2 sanktioniert werden.
Die Leistungskürzungen bei einer Sanktion belaufen sich nach § 31a Abs. 1 SGB II wie folgt:
- Bei einer einfachen Pflichtverletzung wird das ALG II um 10 % des Regelbedarfs gemindert.
- Bei der ersten wiederholten Pflichtverletzung wird das ALG II um 20 % des Regelbedarfs gemindert. Eine wiederholte Pflichtverletzung liegt dann vor, wenn seit der letzten Pflichtverletzung weniger als ein Jahr vergangen ist.
- Bei jeder weiteren wiederholten Pflichtverletzung wird das ALG II um 30 % des Regelbedarfs gemindert.

Eine Kürzung des Regelbedarfs um mehr als 30 Prozent, etwa durch kumulierte Sanktionen aus Pflichtverletzungen und Meldeversäumnissen, ist nicht zulässig. Eine Sanktion in die Kosten der Unterkunft hinein (wenn etwa anrechenbares Einkommen vorliegt) ist ebenfalls nicht zulässig. (§ 31a Abs. 4 SGB II)

#### Meldeversäumnisse (kleine Sanktion)
Eine Sanktion wegen eines Meldeversäumnisses tritt nach § 32 SGB II ein, wenn ein Leistungsbezieher trotz vorheriger Rechtsfolgenbelehrung einer Meldeaufforderung zum Grundsicherungsträger oder zu einer amtsärztlichen Untersuchung nicht nachkommt.
Bei einer solchen Sanktion wird das ALG II um 10 % gemindert. Diese wird auf eine eventuelle bereits bestehende Sanktion aufgrund einer Pflichtverletzung aufaddiert. Da es in diesem Fall keine wiederholten Pflichtverletzungen gibt, können durch mehrere Meldeversäumnisse mehrere Sanktionen mit jeweils 10 % der Regelleistung ausgesprochen werden, die jede für sich jeweils nach drei Monaten ablaufen. Hier hat jedoch das Bundessozialgericht entschieden, dass Meldeaufforderungen nicht missbräuchlich eingesetzt werden dürfen, um die Leistungen mehr als 30 % zu senken.
§ 32 SGB II ist bis zum Ablauf des 1. Juli 2023 mit der Maßgabe anzuwenden, dass Leistungen erst nach einem wiederholten Meldeversäumnis innerhalb eines Jahres zu mindern sind. Außerdem ist die Minderung bei mehreren Meldeversäumnissen auf 10 % des maßgebenden Regelbedarfs begrenzt (§ 84 Abs. 2, 3 SGB II).
Allerdings gründen die Mehrzahl der Meldeversäumnisse auf Meldeaufforderungen, die die Begründungsanforderungen an Ermessensverwaltungsakte nicht erfüllen. Die Einrichtungen der Bundesagentur für Arbeit, einschließlich der Jobcenter, erlassen seit mindestens 1994 bundesweit Meldeaufforderungen, die bloß mit universell einsetzbaren Leerformeln wie „Ich möchte mit Ihnen über Ihre berufliche Situation sprechen“ und „Bewerberangebot“ sowie auch „Leistungsangelegenheiten“ begründet sind. Diese Meldeaufforderungen sind somit der herrschenden Lehre gemäß rechtswidrig, genauso wie die auf diesen Meldeaufforderungen mit Leerformelbegründung gründenden Sanktionen wegen Meldeversäumnis. Zwischen 2007 und 2019 wurden über elf Millionen Sanktionen wegen Meldeversäumnis verhängt.

#### Häufigkeit von Sanktionen
Im Jahr 2015 wurden insgesamt 978.809 Sanktionen verhängt. Der überwiegende Teil davon waren kleine Sanktionen aufgrund von Meldeversäumnissen (rund 75 %). 131.520 Arbeitslosengeld-II-Empfänger waren von mindestens einer Sanktion betroffen (3,0 % aller Arbeitslosengeld-II-Empfänger). Die durchschnittliche Leistungskürzung unter diesen betrug 19,4 %. 6.963 Alg-II-Empfänger waren von Vollsanktion betroffen. Die Sanktionshäufigkeit ist regional unterschiedlich; sie ist in Berlin am höchsten.

#### Urteil des Bundesverfassungsgerichts 2019
Kürzungen von Leistungen nach § 31 SGB II bei Pflichtverletzungen seitens der Betroffenen sind vom Bundesverfassungsgericht im November 2019 für teilweise verfassungswidrig befunden worden. Bei Verstößen sei eine Absenkung der Leistungen zwar möglich, jedoch sei die bisherige Ausgestaltung nicht verfassungskonform, urteilte der Erste Senat des Bundesverfassungsgerichts (BVerfG) im November 2019 (AZ: 1 BvL 7/16). Die bisher möglichen Abzüge bei Verletzung um 30 Prozent seien zulässig, während darauffolgende noch härtere Sanktionen bei wiederholten Pflichtverletzungen um 60 oder sogar 100 Prozent nicht mehr verhältnismäßig und daher mit dem Grundgesetz unvereinbar seien, erklärte Vizepräsident Stephan Harbarth bei der Verkündung des Urteils. Das Gericht lehnte auch die starre Frist der Absenkung für drei Monate ab. Wenn der Betroffene seinen Mitwirkungspflichten wieder nachkommt, müsse es möglich sein, die vollen Leistungen auch zu einem früheren Zeitpunkt wieder zu erhalten. Zudem müssten Härtefälle stärker berücksichtigt werden können; das war bis dahin gar nicht möglich. Das Urteil geht zurück auf eine Vorlage des Sozialgerichts im thüringischen Gotha.
Bis zu einer gesetzlichen Neuregelung ordnete das Verfassungsgericht an, dass alle Abzüge auf maximal 30 Prozent zu beschränken seien. In Härtefällen sei auf Leistungskürzungen zu verzichten.
Die Entscheidung betrifft nicht alle möglichen Sanktionen nach dem SGB II, sondern nur solche, die wegen einer Pflichtverletzung nach § 31 SGB II erteilt werden, nicht jedoch Kürzungen wegen Meldeversäumnissen (das waren über 77 Prozent aller Sanktionen im Jahr 2018) oder Regelungen für Personen unter 25 Jahren.
Die Reaktionen auf das Urteil waren geteilt. Bundessozialminister Hubertus Heil (SPD) sprach von einem „sehr weisen“, „sehr ausgewogenen“ Urteil, das die „Riesenchance“ biete, den gesellschaftlichen Konflikt um die Arbeitsmarktreformen zu befrieden. Die Entscheidung sorge für „Rechtssicherheit“. Die Grundsicherung müsse weiterentwickelt werden. Sozialverbände, Wissenschaftler, Gewerkschaften und Politiker der SPD, der Grünen und der Linken verlangten dagegen in einer gemeinsamen Erklärung die vollständige Abschaffung der Sanktionen. Die Parteivorsitzende der Linken Katja Kipping begrüßte zusammen mit der Oppositionspartei Die Grünen die Karlsruher Entscheidung als historisches Urteil hin zu sozialen Garantien, das Netzwerk Grundeinkommen sieht in den Leistungen ein Minimum zur Sicherung von Existenz und Teilhabe und fordert ein Bedingungsloses Grundeinkommen. Der Konstanzer Sozialwissenschaftler Stefan Sell sah dagegen eine tiefe Rechtsunsicherheit infolge des Urteils voraus. Durch die Verwendung vieler unbestimmter Rechtsbegriffe würden die Mitarbeiter der Jobcenter viel mehr Arbeit bekommen. Durch das Abstellen auf die Bedürfnisse des Einzelfalls werde die Ungleichheit verstärkt. Das Gericht habe „die Systemfrage … erkennbar umschifft, also die Letztfrage der Bedingungslosigkeit eines existenziellen Minimums“. Der Rechtsanwalt Roland Rosenow, der für den Wuppertaler Verein Tacheles als Sachverständiger in dem Verfahren bestellt war, sprach dagegen nach der Urteilsbegründung von einem uneinheitlichen Bild. Zwar halte er weiterhin Sanktionen für nicht verfassungsgemäß, das Urteil enthalte aber auch positive Ansätze. Obgleich das Urteil einstimmig ergangen war, gebe es mehrere Hinweise auf Meinungsunterschiede im Ersten Senat. Erste rechtswissenschaftliche Einschätzungen kritisierten die Entscheidung als rückwärtsgewandt und schwach begründet, weil das Gericht nicht die Grundrechtsdogmatik und den Gehalt der Grundrechte selbst weiterentwickelt habe, sondern sich allein auf den Grundsatz der Verhältnismäßigkeit als begrenzendes Element gestützt habe. Den Paradigmenwechsel weg vom Neoliberalismus habe das Gericht nicht mitvollzogen, das Urteil lese sich deshalb im Anschluss an Andreas Reckwitz „eher wie ein letztes Aufbäumen des noch herrschenden apertistischen Liberalismus.“ Der DStGB begrüßt das Urteil, aber sieht darin einen Anlass das gesamte Sanktionssystem zu überdenken.

#### Sanktionsmoratorium
Im Zusammenhang mit der Einführung eines Bürgergeldes anstelle der Grundsicherung (Hartz IV) zum 1. Januar 2023 soll auch die vom Bundesverfassungsgericht im November 2019 geforderte gesetzliche Neuregelung der Sanktionen erfolgen.
§ 84 SGB II setzt seit dem 1. Juli 2022 befristet für die Dauer eines Jahres die Sanktionsregelungen aus.

### Verwaltungsverfahren
Nach § 40 SGB II gelten für das Verwaltungsverfahren im Bereich des Arbeitslosengeldes II die Regelungen des SGB X mit einigen kleineren Anpassungen.

#### Rechtsschutz
Gegen Bescheide (Verwaltungsakt nach § 31 SGB X) kann jeder Betroffene Widerspruch erheben. Dies stellt das sog. Vorverfahren dar, das zwingend vor Erhebung einer Klage durchgeführt werden muss (§ 78 SGG). Der Widerspruch muss innerhalb eines Monats nach Bekanntgabe beim Jobcenter eingehen. Sollte diese Frist versäumt werden, kann ein Überprüfungsantrag gestellt werden (§ 44 SGB X). Für den Bereich des SGB II gilt die Ausnahme, dass ein solcher Überprüfungsantrag nur für den Zeitraum von einem Jahr rückwirkend gestellt werden kann.
Wird der Widerspruch ganz oder teilweise zurückgewiesen, ist nach § 62 SGB X der Weg zu den Sozialgerichten gegeben, da Streitigkeiten im Bereich des Arbeitslosengeldes II unter die Zuständigkeit der Sozialgerichtsbarkeit fallen (§ 51 Abs. 1 SGG). Dies gilt auch bei Streitigkeiten um ein Hausverbot, das von einem Jobcenter gegen einen Leistungsbezieher ausgesprochen wurde, ein Verweis auf die Verwaltungsgerichtsbarkeit ist in diesem Fall unzulässig.
Wer für die Vertretung im Widerspruchsverfahren einen Rechtsanwalt beauftragen will, kann sich durch einen solchen vertreten lassen. Zu beachten ist, dass der Leistungsbezieher Auftraggeber des Rechtsanwalts ist und als solcher grundsätzlich diesen für seine Tätigkeit bezahlen muss. Damit auch Leistungsbezieher in der Lage sind, sich anwaltlich vertreten zu lassen, können sie beim örtlichen Amtsgericht Beratungshilfe beantragen. Die Beratungshilfe darf nicht mit der Begründung versagt werden, dass der Leistungsbezieher die Beratungspflicht nach § 14 SGB I bei genau der Behörde in Anspruch nehmen kann, gegen die er Rechtsbehelfe einlegt.
Bei einem sich ggf. anschließenden Klageverfahren kann der Leistungsbezieher zur Absicherung der anfallenden Anwaltskosten Prozesskostenhilfe beantragen. Diese gewährt das Sozialgericht, wenn die wirtschaftlichen Verhältnisse des Klägers dies rechtfertigen und die Klage hinreichende Aussicht auf Erfolg hat.
Widerspruch und Klage entfalten grundsätzlich aufschiebende Wirkung. Allerdings macht § 39 SGB II einige Einschränkungen (z. B. Aufhebungs- und Erstattungsbescheide; Sanktionen). In einem solchen Fall kann das Sozialgericht im Rahmen eines einstweiligen Rechtsschutzverfahrens angerufen werden, damit dieses die aufschiebende Wirkung von Widerspruch oder Klage herstellt (§ 86b SGG).
Kommt es zum Erlass eines Aufhebungsbescheides (z. B. wegen der Anrechnung von nachträglich erzieltem Einkommen), kommt in der Regel Vertrauensschutz nicht zum Tragen. Anders ist dies, wenn der Bescheid von Anfang an rechtswidrig war (z. B. weil bestehendes Einkommen nicht angerechnet wurde, obwohl es dem Jobcenter bekannt war). Insoweit besteht für die Vergangenheit grundsätzlich Vertrauensschutz, sodass die Aufhebung eines Verwaltungsaktes nur in bestimmten Fällen möglich ist (§ 45 SGB X).

#### Rückforderung vonseiten der Behörde
Ändern sich die maßgebenden Verhältnisse des Leistungsbeziehers während des Bezugs, kann die Behörde das Einkommen oder Vermögen nach § 48 SGB X, § 330 Abs. 3 Satz 1 SGB III rückwirkend ab dem Beginn der Einkommenserzielung anrechnen und den Bewilligungsbescheid entsprechend aufheben und ändern. Zu viel gezahlte Leistungen müssen erstattet werden. Seit dem 1. Januar 2017 existiert auch nicht mehr die Regelung, dass 56 % des Unterkunftkostenbedarfs nicht zurückgefordert werden soll.
Im Gegensatz zu den meisten anderen Verwaltungsakten im Bereich des SGB II entfalten Widerspruch und Klage gegen eine Rückforderung bei einem vorläufigen Bescheid, der sich ausschließlich auf Zeiträume in der Vergangenheit bezieht, eine aufschiebende Wirkung.
Zudem definiert § 34 Ersatzansprüche bei sozialwidrigem Verhalten.

#### Aufrechnung
Ansprüche gegen den Leistungsbezieher können nach § 43 Abs. 1 SGB II mit den Leistungen zur Sicherung des Lebensunterhalts aufgerechnet werden. Die Aufrechnung ist grundsätzlich schriftlich per Verwaltungsakt zu erklären. Die Verjährungsfrist beträgt drei Jahre; Zeiträume, in denen die Aufrechnung durch eingelegte Rechtsmittel nicht vollziehbar ist, verlängern die Verjährungsfrist (§ 43 Abs. 4 SGB II). Ein Anspruch darf erlassen werden, wenn dessen Einziehung unbillig wäre (§ 44 SGB II). Hieran sind jedoch strenge Anforderungen zu stellen. Eine subjektive Unbilligkeit kann gegeben sein, wenn der Leistungsbezieher durch die Aufrechnung in eine Notlage gerät, die existenzgefährdend oder -vernichtend ist; die reine Unterschreitung des Regelbedarfs ist aber noch keine Existenzgefährdung. Eine objektive Unbilligkeit kann gegeben sein, wenn die Ansprüche durch Fehlverhalten des Grundsicherungsträgers mitverursacht wurden.
Bei Erstattungsansprüchen aufgrund zu viel gezahlter Leistungen, etwa aufgrund eines vorläufigen Bescheids, beträgt die Aufrechnungssumme 10 % des Regelbedarfs, bei Ersatzansprüchen aufgrund sozialwidrigen Verhaltens 30 %. Insgesamt darf die Aufrechnungssumme höchstens 30 % des Regelbedarfs betragen. Wird durch mehrere Ansprüche diese Grenze überschritten, entfallen die älteren Ansprüche (§ 43 Abs. 2 SGB II). Würde die Höchstgrenze aufgrund eines zeitgleich laufenden Rückzahlungsanspruchs eines Darlehens überschritten, entfällt die Rückzahlung des Darlehens (§ 43 Abs. 3 SGB II). Sind verschiedene Leistungsträger betroffen, etwa die Arbeitsagentur für Leistungen des Regelbedarfs und die Kommune für Kosten der Unterkunft und Heizung, wird der Aufrechnungsbetrag entsprechend der Höhe der Forderungen aufgeteilt (§ 43a SGB II).
Erhält ein Leistungsbezieher während einer laufenden Anrechnung eine Sanktion, ist nach den fachlichen Hinweisen der Arbeitsagentur die Aufrechnung auszusetzen, da sich sonst das rechtswidrige Ergebnis ergäbe, dass 60 % des Regelbedarfs entfielen, der Leistungsbezieher aber trotzdem keinen Anspruch auf ergänzende Sachleistungen in Form von Lebensmittelgutscheinen hätte.
Nach § 65e SGB II können Ansprüche eines Trägers der Sozialhilfe aufgerechnet werden, sofern der Leistungsbezieher wieder in den Zuständigkeitsbereich des SGB II fällt, allerdings nur in den ersten zwei Jahren der Leistungserbringung.
Soweit Leistungen erst einmal vorläufig nach § 41a SGB II bewilligt sind, können für den betreffenden Bewilligungszeitraum (i. d. R. sechs Monate) einzelne Monate bei der endgültigen Bewilligung verrechnet werden (§ 41a Abs. 6 SGB 2). Sind danach noch Leistungen zu erstatten, unterliegt nur diese Restsumme der Aufrechnungsregelung nach § 43 SGB II.

### Empirische Basisdaten
| Jahr | Anzahl erwerbsfähige Leistungsberechtigten (in Mio.) | Anzahl der Bedarfs- gemeinschaften (in Mio.) | Durchschnittlicher Zahlungsanspruch pro Bedarfsgemeinschaft (Euro pro Monat) |
| ---- | ---------------------------------------------------- | -------------------------------------------- | ---------------------------------------------------------------------------- |
| 2005 | 4,98                                                 | 3,56                                         | 840                                                                          |
| 2006 | 5,37                                                 | 3,97                                         | 846                                                                          |
| 2007 | 5,24                                                 | 3,72                                         | 819                                                                          |
| 2008 | 4,97                                                 | 3,58                                         | 822                                                                          |
| 2009 | 4,87                                                 | 3,56                                         | 848                                                                          |
| 2010 | 4,84                                                 | 3,59                                         | 843                                                                          |
| 2011 | 4,56                                                 | 3,43                                         | 806                                                                          |
| 2012 | 4,40                                                 | 3,34                                         | 820                                                                          |
| 2013 | 4,39                                                 | 3,34                                         | 842                                                                          |
| 2014 | 4,35                                                 | 3,32                                         | 863                                                                          |
| 2015 | 4,33                                                 | 3,29                                         | 884                                                                          |
| 2016 | 4,32                                                 | 3,27                                         | 898                                                                          |
| 2017 | 4,36                                                 | 3,26                                         | 945                                                                          |
| 2018 | 4,14                                                 | 3,09                                         | 966                                                                          |

Nach Einführung des ALG II gab es 2005 im Jahresdurchschnitt 4,98 Mio. erwerbsfähige Leistungsberechtigte, die ALG II bezogen. Diese bildeten 3,9 Millionen Bedarfsgemeinschaften. Empfänger von Sozialgeld sind darin nicht enthalten. Die Leistungsberechtigten waren vor allem vormalige Empfänger von Sozialhilfe oder Arbeitslosenhilfe. Nach Angaben des IAB verschlechterte sich die Einkommenssituation durch ALG II für rund 50 % der ehemaligen Arbeitslosenhilfeempfänger, während sie sich für 43 % verbesserte.
Selbst ohne Berücksichtigung der kommunalen Kosten war das ALG II letztendlich teurer als das vorherige System von Arbeitslosenhilfe und Sozialhilfe. Daher wurden 2006 zwei größere Änderungsgesetze erlassen.
Die nominalen Soll-Ausgaben des Bundes für ALG II werden für die Haushaltsjahre 2017 bis 2019 mit jeweils rund 36 Milliarden Euro beziffert.
Im Jahre 2009 wurde bei 25 Millionen ergangenen Arbeitslosengeld-II-Bescheiden 822.000 Widersprüche und knapp 143.000 Klagen erhoben. Im Bericht der Bundesregierung heißt es wörtlich: „Rund 1,2 Prozent der Bescheide wurden im Rahmen des Widerspruchsverfahrens geändert oder aufgehoben. Vor Gericht aufgehoben oder geändert wurden rund 0,2 Prozent“. Es gab einen Anstieg von 38.655 Klagen 2005 auf 158.436 im Jahr 2010. Die Erfolgsquote bei Klagen stieg von 36,7 % im Jahr 2006 auf 48,8 % im Jahr 2010, im ersten Halbjahr 2013 wurde außerdem über einem Drittel der Widersprüche stattgegeben.
Für erwerbstätige Arbeitslosengeld-II-Bezieher, sogenannte Aufstocker wirkt das ALG II wie ein Kombilohn. Im September 2005 gab es 900.000 Aufstocker, 2010 waren es 1,4 Mio. Aufstocker, 2012 1,3 Mio. Damit ist etwa ein Drittel der Arbeitslosengeld-II-Bezieher erwerbstätig.
Im Jahr 2014 hatten ca. 13 % aller ALG-II-Bezieher keinen Schulabschluss, etwa 21 % keinen Berufsabschluss.
Ende April 2016 waren 7,7 % der Deutschen und 18 % der ausländischen Bevölkerung in Deutschland Hartz IV/Arbeitslosengeld-II-Bezieher. Mehr als ein Drittel der Hartz IV-Empfänger sind keine deutschen Staatsbürger. Im Jahr 2019 lebten drei Viertel der in Deutschland ansässigen Syrer und 43 Prozent der Afghanen (jeweils im erwerbsfähigen Alter) ganz oder teilweise von Hartz IV.

### Ende des Leistungsbezugs
Wird kein Weiterbewilligungsantrag gestellt, stellt das Jobcenter nach Ende des Bewilligungszeitraum die Zahlungen ein. Wer eine Arbeit findet, die zur Bestreitung des Lebensunterhalts ausreicht, ist verpflichtet, sich vom Bezug von ALG II abzumelden.
Eine Studie des IAB von 2009 auf Basis einer Befragung von 10.000 Alg-II-Empfängern ergab, dass innerhalb eines Jahres etwa ein Viertel von ihnen aus dem ALG-II-Bezug ausstieg, und dass wiederum die Hälfte von ihnen eine Arbeit aufnahm. Etwa 29 % von diesen musste eine Tätigkeit unterhalb ihrer Qualifikation annehmen. Schwer vermittelbar waren vor allem Menschen ohne Ausbildung sowie Ältere und Migranten der ersten Generation. Alleinerziehende konnten oft mangels Kinderbetreuung keine Arbeit antreten.
Im Jahr 2015 wechselten laut einer Studie des IAQ etwa 44 % der Empfänger in die „Nicht-Erwerbstätigkeit“ (Rente, Elternzeit oder langfristige Arbeitsunfähigkeit). Zum Vergleich: Im Jahr 2007 seien mit 32,1 % deutlich weniger in die „Nicht-Erwerbstätigkeit“ gewechselt. Der Anteil der ALG-II-Bezieher, die eine reguläre Erwerbstätigkeit fanden, lag 2015 laut dieser Studie bei 17 % und lag auch in den Jahren zuvor stets bei unter 20 %. Zudem begannen jedes Jahr seit 2009 etwa 22 bis 24 % der ALG-II-Empfänger eine Ausbildung oder nahmen an einer Arbeitsförderungsmaßnahme teil. Bei vielen wechselten sich Phasen einer Beschäftigung und Phasen erneuter Arbeitslosigkeit ab, zumal Arbeitsverträge oft befristet sind; unter ALG-II-Empfängern gebe es viele Langzeitarbeitslose und Menschen mit mehrfachen Vermittlungshemmnissen.

### Verwaltungssoftware

#### Gemeinsame Einrichtungen

##### A2LL
Mit dem ALG II hielt zunächst die neue Verwaltungssoftware A2LL in den kooperativen Jobcentern aus Bundesagentur und Kommunen zur Leistungsberechnung Einzug. Verantwortlich für die Entwicklung der Software war zunächst das Softwarehaus PROSOZ Herten im Auftrag von T-Systems. Dieses stand jedoch durch das schiere Volumen des Projekts im April 2005 kurz vor der Insolvenz, sodass T-Systems die Programmierer übernahm und die Software anschließend eigenverantwortlich weiterentwickelte.
A2LL kam vor allem aufgrund zahlreicher Fehler in die Schlagzeilen, die zu erheblichen Problemen bei der Auszahlung der Leistung führten. Bis Juli 2006 kostete die Entwicklung 48 Millionen Euro und damit fünfmal so viel wie ursprünglich angedacht. Den Schaden durch Programmierfehler schätzte die Bundesregierung auf 28 Millionen Euro, der schleswig-holsteinische Landkreistag kam auf jährliche Mehrkosten von 230 Millionen Euro. Ebenso räumte die Bundesregierung erhebliche datenschutzrechtliche Probleme ein; 40.000 Mitarbeiter der Arbeitsagentur hatten unbeschränkten Zugriff zu allen Falldaten bundesweit.

##### ALLEGRO
Im März 2008 beschloss die Arbeitsagentur als Nachfolger der fehleranfälligen Software A2LL die Entwicklung des Verwaltungsprogramms ALLEGRO (ALgII LEistungsverfahren GRundsicherung Online). Die Entwicklungszeit wurde auf fünf Jahre, die voraussichtlichen Kosten auf 90 Millionen Euro veranschlagt. Die Bundesagentur für Arbeit erhofft sich durch die neue Software Verbesserungen in der Bearbeitung und plant stärker in die Entwicklung des Programms einbezogen zu werden, als das beim extern entwickelten A2LL der Fall war. Die Umstellung von A2LL auf ALLEGRO fand im Zeitraum von August 2014 bis Juni 2015 statt.

##### VerBIS
Im Bereich der Vermittlung setzen die kooperativen Jobcenter die Software VerBIS („Vermittlungs-, Beratungs- und Informationssystem“) seit 2005 ein, das ursprünglich aus der Agentur für Arbeit und der Vermittlung von Leistungsempfängern nach dem SGB III stammt. Mit VerBIS können Online-Bewerbungen erstellt und die Profile der zu Vermittelnden zwischen Jobcentern und der Bundesagentur für Arbeit ausgetauscht werden, wenn etwa beim Bezugsende diese von Arbeitslosengeld in den Bereich von Hartz IV fallen.

#### Kommunale Jobcenter
Die optierenden Kommunen durften aus Datenschutzgründen das Programm A2LL nicht verwenden, da es auf die zentrale Personendatenverwaltung (zPDV) der Bundesagentur für Arbeit zugriff. Diese setzen daher andere Software ein, wie zum Beispiel „OPEN/PROSOZ“ vom Hersteller PROSOZ Herten, „OK.Sozius SGB II“ (zum 31. Dezember 2021 abgekündigt) der Münchner Firma AKDB, „LÄMMkom LISSA“ von Lämmerzahl aus Dortmund, „comp.ASS“ der Koblenzer Firma prosozial oder „AKDN-sozial“ des Paderborner Unternehmens AKDN-sozial. Diese waren in den meisten Fällen Weiterentwicklungen von Sozialhilfeprogrammen von vor 2004. Sie besitzen Schnittstellen mit der Software der Bundesagentur für Arbeit zur Übermittlung der statistischen Daten.
Die Softwarelösungen der kommunalen Jobcenter beinhalten in ihrer großen Mehrzahl neben der Berechnung der Leistungen auch Module zur Vermittlung der Leistungsberechtigten. Diese ersetzen in ihrem Zuständigkeitsbereich die Anwendung VerBIS der Bundesagentur für Arbeit. Zusätzliche Software besteht häufig noch für das Dokumentenmanagement, vor allem seit Jobcenter seit Anfang dieses Jahrzehnts beginnen, ihren Bestand auf elektronische Akten umzustellen.

### Kritik und Diskussion

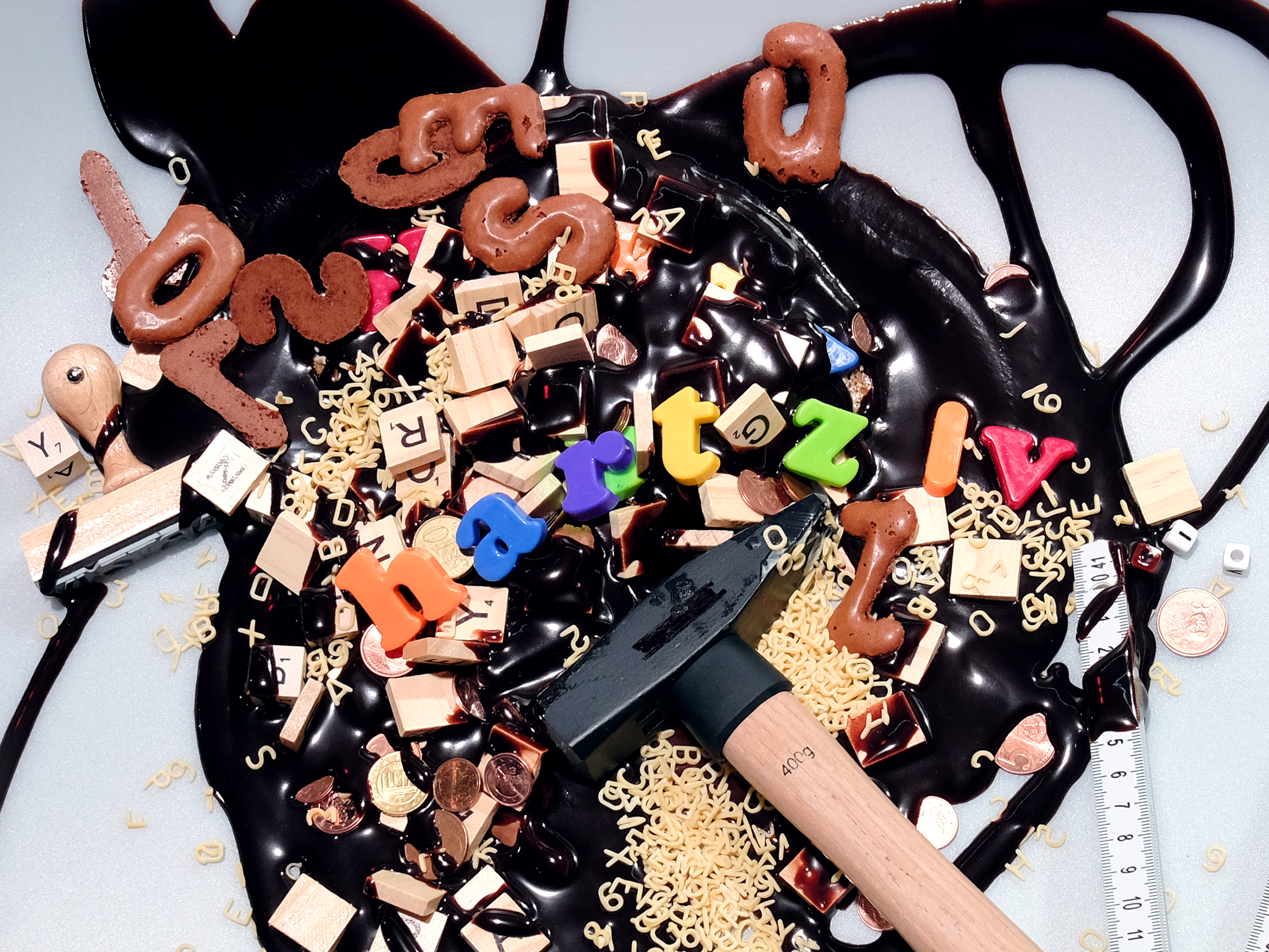
Kritische Darstellung von Hartz IV als „typisch deutsches Clusterfuck“ vom ZDF Magazin Royale

#### Allgemeine Kritikpunkte

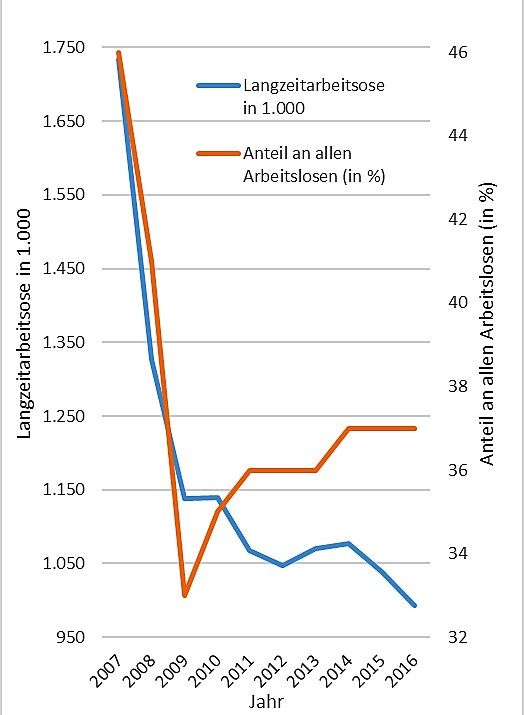
Anzahl der Langzeitarbeitslosen (in 1.000, Achse links) und Anteil an allen Arbeitslosen (in %, Achse rechts). Während beide Zahlen bis 2009 in ähnlichem Maße sanken, konnten Langzeitarbeitslose danach nicht proportional vom stattfindenden Beschäftigungsaufbau profitieren.

Allgemein wird an den Hartz-Reformen kritisiert, dass die aus dem Hartz-Konzept entwickelten Gesetze für moderne Dienstleistungen am Arbeitsmarkt (2003–2005) ihre Absichten verfehlt hätten. Das erklärte Ziel, die Arbeitslosigkeit zu halbieren und vor allem Langzeitarbeitslosigkeit zu reduzieren, sei bisher nicht erreicht worden. Dies gelte auch für das Ziel der deutlichen Entlastung öffentlicher Kassen durch die Zusammenlegung von Arbeitslosen- und Sozialhilfe. Die tatsächliche Senkung der Arbeitslosigkeit in Deutschland ab 2006 führen die Kritiker ausschließlich auf die konjunkturelle Entwicklung, demografische Entwicklungen und kosmetische Änderungen der Arbeitslosenstatistik zurück. Weitere Kritik allgemeiner Art am ALG II beinhalten die folgenden Vorwürfe:
- das ALG II habe einen Bruch mit Prinzipien wie Lebensstandardsicherung, Bestandsschutz, Qualifikationsschutz und Berufsschutz vollzogen.
- das ALG II halte einen zu geringen Abstand zum Nettoeinkommen aus niedrig entlohnter Beschäftigung oder auch zu normalen Erwerbseinkommen bei größeren Familien (Nichteinhaltung des sogenannten Lohnabstandsgebots).
- ALG II richte den Fokus der gesellschaftlichen Diskussion auf eine Missbrauchsdebatte, die von den Ursachen und Folgen sowie von der Lösung des Problems der Massenarbeitslosigkeit ablenke sowie Millionen Menschen unter Generalverdacht stelle.[151]
- ALG II verstärke die Existenzangst. Die Arbeitslosengeld-II-Regelungen würden von vielen Betroffenen nicht mehr als soziales Netz empfunden.[152]
- ALG II führe zu einer finanziellen Benachteiligung von Familien und Partnerschaften, die offen zueinander stünden, im Vergleich zu solchen, die sich wahrheitswidrig als alleinstehend oder -erziehend ausgäben.[153]
- ALG II führe zur Verarmung und Prekarisierung; es treibe breite Bevölkerungsschichten an den Rand oder in die Armut;[154] besonders gravierend sei dieses Problem für Kinder und kinderreiche Familien,[155] da die Reform zur Zunahme von Kinderarmut und zukünftig von Altersarmut führe.
- der durch die Hartz-Reform gestiegene Sanktionsdruck auf Arbeitslose, jegliche Arbeit anzunehmen, senke (so auch die gewerkschaftliche Sicht) massiv den Spielraum für Bewerbende, beim Arbeitsvertrag eigene Ansprüche durchzusetzen. Dadurch komme es zur Ausweitung der Erwerbsarmut. Arbeitnehmer mit gewerkschaftlichem oder Betriebsrats-aktivem Lebenshintergrund und Ambitionen würden durch die Masse der sich untertariflich verkaufenden Bewerber aus dem Arbeitsmarkt ausgeschlossen.
- Der Richter am Bundesgerichtshof a. D. und ehemalige Bundesabgeordnete der Linken Nešković hält die Sanktionen für verfassungswidrig, da durch die Sanktion die Gewährung bzw. Nichtgewährung der Grundsicherung an ein bestimmtes Verhalten, nicht aber an den tatsächlichen Bedarf gekoppelt werde. Die Menschenwürdegarantie des Grundgesetzes verlange aber nach der Rechtsprechung des Bundesverfassungsgerichts die Sicherstellung des Existenzminimums in jedem Einzelfall.[156]
- Der UN-Ausschuss für wirtschaftliche, soziale und kulturelle Rechte kritisierte, Beziehern der Grundsicherung, Sozialhilfe und Hartz IV werde kein „angemessener Lebensstandard“ gewährt.[157]
- Christian Rickens (Der Spiegel) resümierte anlässlich „10 Jahre Hartz IV“ einen sozialpolitischen Skandal[158]

#### Kritik an der praktischen Umsetzung
- Das ALG II impliziere eine an Geschlechterrollenstereotypen ausgerichtete, unzureichende Förderung für Alleinerziehenden mit kleinen Kindern und für in Partnerschaft lebenden Frauen, da arbeitsmarktpolitische Ziele mit Gleichstellungszielen konkurrierten,[159]
- Teilweise seien Bescheide fehlerhaft und rechtswidrig erlassen worden, vor allem kurz nach Inkrafttreten der Hartz IV-Reform. Schwerwiegende Verwaltungsmängel hätten, so die Kritiker, diese erste Phase im Jahr 2005 gekennzeichnet, in der nach verschiedenen Erhebungen etwa 90 % der Bescheide fehlerhaft gewesen seien;[160][161] die Zahl der Verfahren vor Sozialgerichten nahm allein im Jahr 2006 um 50 % zu.[162] Von Januar bis April 2007 wurden vor den Sozialgerichten 16.375 Klagen endgültig erledigt. Dabei wurde der Klage in lediglich 4 % der Fälle (586) ganz stattgegeben, eine teilweise Stattgabe erfolgte nur in 2 % der Fälle (339). Der überwiegende Teil der Klagen wurde durch Anerkenntnis/Rücknahme erledigt (13.126 oder 80 %) beziehungsweise durch Urteil/Gerichtsbescheid abgewiesen (2.329 Fälle oder 14 %). Am 18. Juni 2010 wurde am bundesweit größten Sozialgericht Berlin die 100.000. Klage eines Hartz-IV-Beziehers eingereicht. Etwa die Hälfte der Kläger erzielte zu dieser Zeit „zumindest einen Teilerfolg“.[163]
- Auch die Praktiken des zurückweichenden Konzepts,[164] der vertreibenden Hilfe und der Verfolgungsbetreuung (siehe dort) waren Gegenstand von Kritik.
- Vor allem von Juristen wird die Verwaltungspraxis der Jobcenter und die daraus resultierende massive Belastung der Sozialgerichte kritisiert. Alleine im Jahr 2009 wurden 143.000 Klagen gegen die Jobcenter eingereicht, die Erfolgsquote liegt bei 48,9 %.[165] Zum November 2015 hat das Bundessozialgericht 777 Urteile zum ALG II gefällt. Dies liege nach Ansicht von Juristen vor allem an der Abschottungspraxis der Jobcenter, sodass viele Streitigkeiten, die früher formlos geklärt werden konnten, heutzutage vor Gericht ausgetragen werden müssen. Außerdem werden Anträge häufig gar nicht erst bearbeitet, sodass sich Antragsteller erst mit Untätigkeitsklagen wehren müssen, bevor das Amt überhaupt reagiert. Das Oberverwaltungsgericht Nordrhein-Westfalen hat die Klage eines Leistungsbeziehers auf Veröffentlichung der Telefonlisten der Jobcenter-Mitarbeiter mit der Begründung abgelehnt, die Veröffentlichung dieser Telefonlisten gefährde die Sicherheit und Existenz der Bundesrepublik Deutschland.[166]

#### Kritik an den Sanktionen
- Nach Angaben der Berliner Zeitung kassieren die Jobcenter-Chefs in Berlin bis zu 4000 Euro Prämie für rigoros durchgesetzte Einsparungen, die auch Sanktionen einschließen, nach einer vertraulichen Anweisung des Bundesarbeitsministeriums.[167] Harte Hartz-IV-Sanktionen drängen nach Einschätzung der Wohnungslosenhilfe vor allem auch unter 25-Jährige auf die Straße.[168]
- Nach einer Studie des IAB von 2017 können Sanktionen bei unter 25-Jährigen zwar einerseits zur schnelleren Aufnahme einer sozialversicherungspflichtigen Beschäftigung, andererseits aber auch zum Rückzug vom Arbeitsmarkt führen,[169] etwa durch Schwarzarbeit.[170] Eine 2018 veröffentlichte Umfrage des IAB zeigte auf, dass viele Befragte Pflichtverletzungen von unter 25-Jährigen oder auch wiederholte Pflichtverletzungen nicht so hart sanktionieren würden, wie dies vom Gesetzgeber vorgesehen ist.[171]
- Der von Helena Steinhaus gegründete Verein Sanktionsfrei legte im September 2022 eine in einem Zeitraum von 3 Jahren durchgeführte Studie vor, laut der Sanktionen keinen motivierenden Effekt auf die Mitwirkung haben und auch nicht dabei helfen, Menschen nachhaltig in Arbeit zu bringen, stattdessen demotivierend und einschüchternd wirken und in vielen Fällen die gesundheitliche Situation verschlechtern.[172][173] Durchgeführt wurde die Studie vom Institut für empirische Sozial- und Wirtschaftsforschung (INES Berlin). Erfolgversprechender sei es, niemanden zu bestrafen, wenn er ein Arbeitsangebot ablehnt oder nicht zu Terminen erscheint, sondern ihn stattdessen richtig zu fördern.[174]
- Die Mehrzahl der Sanktionen wegen Meldeversäumnisse gründen seit 1994 auf Meldeaufforderungen, die die Begründungsanforderungen an Ermessensverwaltungsakte nicht erfüllen und somit der herrschenden Rechtslehre nach rechtswidrig sind.[175]

#### Kritik an der Leistungsberechnung
- Berechnung und Höhe der Regelleistung. Die Regelleistungshöhe wird sowohl von Wohlfahrts- und Erwerbsloseninitiativen als auch von Wirtschaftsverbänden kritisiert; jene halten die Regelleistungshöhe für zu niedrig, während diese sie als zu hoch ansehen. Der Senat 11b des Bundessozialgerichts hatte keine Bedenken gegen die Verfassungskonformität der aktuellen Höhe der Regelleistung,[176] während der 14. Senat die Regelung, wonach das Sozialgeld für Kinder bis zur Vollendung des 14. Lebensjahres auf nur 60 vom Hundert der für alleinstehende Erwachsene maßgebenden Regelleistung festgesetzt ist, für verfassungswidrig hält.[177] Das Hessische Landessozialgericht war der Ansicht, dass die Höhe der Regelleistung und des Sozialgeldes nicht das soziokulturelle Existenzminimum von Familien mit Kindern decke und daher gegen das Grundgesetz verstoße. Beide Gerichte hatten die Frage der Verfassungsmäßigkeit dem Bundesverfassungsgericht zur Entscheidung vorgelegt.[178] Dieses hat zwar die Berechnung, aber nicht die Höhe der Regelleistung und des Sozialgeldes für verfassungswidrig erklärt sowie eine Härtefallregelung eingeführt. In seinem Beschluss vom 23. Juli 2014 bezeichnet das Bundesverfassungsgericht die Regelbedarfsleistungen als „derzeit noch verfassungsgemäß“. Soweit die tatsächliche Deckung existenzieller Bedarfe in Einzelpunkten jedoch zweifelhaft sei (etwa bei den Kosten für Haushaltsstrom, Mobilität und die Anschaffung von langlebigen Gütern wie Kühlschrank und Waschmaschine), habe der Gesetzgeber eine tragfähige Bemessung der Regelbedarfe bei ihrer anstehenden Neuermittlung auf der Grundlage der Einkommens- und Verbrauchsstichprobe 2013 sicherzustellen.[179] Ein Wohlfahrtsverband kritisierte Ende 2014, dass die Bundesregierung noch nicht auf die Aufforderungen des Bundesverfassungsgerichtes reagiert habe.[180] Der Sozialverband Deutschland fordert bei der Berechnung eine stärkere Gewichtung der allgemeinen Einkommensentwicklung.[181]
- Regelsatz unzureichend für gesunde Kinderernährung. Das Forschungsinstitut für Kinderernährung (FKE) der Universität Bonn gelangte 2007 in umfangreicher Studie zum Ergebnis, dass ALG II nicht ausreiche, um Kinder und Jugendliche ausgewogen zu ernähren. Der Gesetzgeber veranschlagt für Nahrung und Getränke bei 14- bis 18-Jährigen lediglich 3,42 Euro pro Tag. Selbst wer nur beim Discounter kaufe, müsse jedoch im Schnitt 4,68 Euro täglich ausgeben, um den Appetit eines Teenagers mit ausgewogener Kost zu stillen. Kinder und Jugendliche aus niedrigen sozialen Schichten litten heute zwei- bis dreimal so häufig unter Fettleibigkeit wie besser situierte Altersgenossen.[182]
- Abkoppelung vom Versicherungssystem. Eine Kritik am ALG II besagt, dass mit der Hartz-IV-Reform und der Abschaffung der Arbeitslosenhilfe viele früher langjährig Berufstätige finanziell mit Menschen gleichgestellt würden, die nie oder nie längere Zeit gearbeitet hätten. Dies betreffe vor allem Arbeitssuchende, die im höheren Alter arbeitslos würden und deswegen trotz Berufserfahrung schlechter eine neue Stelle fänden. Die Ursache des kritisierten Zustands sei – so die Kritiker –, dass die Höhe des Arbeitslosengeldes II vom früheren Arbeitslohn unabhängig sei. Der Gesetzgebers begegnet diesem Effekt mit einem speziellen Förderprogramm für ältere Arbeitslose.[183]
- Zwangsumzüge. Die nur teilweise Übernahme der Kosten von großen und teuren Wohnungen wird als Zwang zum Umzug in eine kleine und billige Wohnung angesehen und kritisiert, da der Wohnungsmarkt vor allem in Ballungsregionen nicht genügend geeignete Wohnungen bereitstelle und die erhöhte Nachfrage nach billigem Wohnraum zu erneuten Zwangsumzügen führe. Nach einer im März 2007 vorgestellten Marktübersicht des Immobilienverbandes Deutschland (IVD) für Nordrhein-Westfalen habe die Einführung von ALG II in den vergangenen zwölf Monaten zu Mietsteigerungen bei einfach ausgestatteten Wohnungen in Höhe von 7 % bis 11 % geführt. Viele Arbeitslosengeld-II-Empfänger hätten in kleinere Wohnungen umziehen müssen, durch die größere Nachfrage seien Mieten gestiegen.[184]
- Unzureichende regionale Differenzierung. Kritisiert wird die nur wenig differenzierte Berechnung der Regelleistung, weil sie die großen regionalen Unterschiede bei den Lebenshaltungskosten in den verschiedenen Regionen nur unzureichend berücksichtige.[153]
- Privilegierung von Vermögen; kritisiert wird das Missverhältnis zwischen der rigiden Anrechnung von (Erwerbs-)Einkommen und den vergleichsweise großzügigen (bedingungslosen) Vermögensfreibeträgen in beträchtlicher Höhe, wie beispielsweise bei selbstgenutzten Eigenheimen.

Auf Kritik stieß, dass Geld für Alkohol und Nikotin aus der Berechnungsgrundlage gestrichen wurde.

#### Kritik an Instrumenten zur Eingliederung in Arbeit
Auch mehrere im SGB II vorgesehene Instrumente zur Eingliederung von Arbeitslosen ins Erwerbsleben werden von Arbeitsloseninitiativen, Linkspartei und dem DGB als Gegner der Hartz-IV-Reform kritisch gesehen:
- Arbeitsgelegenheiten mit Mehraufwandsentschädigung werden vor allem wegen des Verdachts auf die Vernichtung von regulären Arbeitsplätzen kritisiert und als „1-Euro-Jobs“ gebrandmarkt, weil die Gemeinnützigkeit und vor allem Zusätzlichkeit der geschaffenen Stellen nicht ausreichend kontrolliert werde oder zum Teil gar nicht kontrolliert werden könne. Kritisch gesehen werden weiter von Teilen der Politik die niedrige Entschädigung und die Rechtsstellung der so Beschäftigten.
- die Ausgestaltung der „aktivierenden“ Maßnahmen und Instrumente zur Eingliederung in den Arbeitsmarkt, insbesondere die nach Auffassung der Kritiker übermäßige Betonung des Forderns bei nach deren Meinung gleichzeitiger Bei- oder Nachordnung des Förderns[188] entgegen dem ausgeglichenen Leitbild des Förderns und Forderns. So wurden z. B. die Fördermittel für berufliche Weiterbildung von 7,9 Mrd. Euro im Jahr 1996 um circa 84 % auf 1,3 Mrd. im Jahr 2006 gekürzt.[189]

### Positive Bewertung des Arbeitslosengeldes II

#### Allgemeine positive Bewertungen
- Von Politikern der SPD und CDU/CSU wird die Einführung des Arbeitslosengeldes II im Nachhinein positiv bewertet. Die Sozialreformen, die zu seiner Einrichtung führten, seien notwendig und ohne machbare Alternative gewesen.[190]
- Der Deutsche Landkreistag beurteilt die dem ALG II zu Grunde liegende Arbeitsmarktreform positiv, da sie durch das Optionsmodell vielen Kommunen die Möglichkeit gegeben hätte, selbst direkt etwas gegen die Arbeitslosigkeit in der eigenen Stadt/im eigenen Landkreis zu tun und alle Leistungen aus einer Hand zu bewerkstelligen. Dies habe sich in der Praxis auch bewährt.[191]

#### Positive Effekte auf dem Arbeitsmarkt
- Nach Ansicht des Berliner Wirtschaftsprofessors Michael Burda sei eine positive Folge der Einführung des Arbeitslosengeldes II eine Flexibilisierung des Arbeitsmarktes, die zu einer Steigerung der Beschäftigung geführt habe. Diese Ansicht wird von den führenden Wirtschaftsforschungsinstituten in ihrem Frühjahrsgutachten 2008 geteilt,[192] ist jedoch auch unter Arbeitsmarktexperten umstritten.[193]
- Die Bundesagentur für Arbeit sieht in der Reform einen zusätzlichen positiven Effekt zur Senkung der Langzeitarbeitslosigkeit (Senkung um 700.000 von 2005 bis 2007). Diesen führt sie auf eine nach ihrer Auffassung professionelle Arbeit der Jobcenter zurück.[194]
- Durch die Einführung des Arbeitslosengeldes II habe sich weiterhin nach Ansicht der Bundesagentur für Arbeit die Betreuung junger Arbeitslose verbessert, wodurch deren Arbeitslosigkeit auch überdurchschnittlich zurückging (2007 um 27 % gegenüber dem Vorjahr).[194]
- Bereits kurz nach Einführung des Arbeitslosengeldes II seien nach Ansichten aus der Führung der Bundesagentur für Arbeit die Abgänge aus der Arbeitslosigkeit insgesamt trotz negativer statistischer Effekte gestiegen.[195] Auch nach längerer Zeitdauer beurteilen Führungskräfte der Jobcenter und Arbeitsagentur die eigene Arbeit in der Praxis positiv.[196][197]
- durch das ALG II sei nach Ansicht von Befürwortern wie dem Politologen Klaus Schröder von der FU Berlin für Arbeitslose der Anreiz gestiegen, wieder eine Arbeit aufzunehmen[153]

## Trivia
Im Volksmund hatte sich weitgehend die Kurzbezeichnung Alg II oder ALG II, umgangssprachlich „Hartz IV“ für das Arbeitslosengeld II eingebürgert („Er bekommt Hartz IV“ oder „Ich habe Hartz IV beantragt“). „Hartz IV“ bezeichnete eigentlich nur das Vierte Gesetz für moderne Dienstleistungen am Arbeitsmarkt vom 24. Dezember 2003, das die vierte Stufe der sogenannten Hartz-Reformen bildete, mit dem die Arbeitslosenhilfe und die Sozialhilfe im Zweiten Buch Sozialgesetzbuch neu geregelt und durch das ALG II ersetzt worden waren. Die Bezeichnung war auch in den behördlichen Sprachgebrauch eingedrungen.
Das von „Hartz IV“ abgeleitete Verb „hartzen“ wurde von einer Jury unter Leitung des Langenscheidt Verlages zum Jugendwort des Jahres 2009 gewählt.